# Caratteristiche tecniche delle Lancia Appia Zagato

## Caratteristiche tecniche delle Lancia Appia Zagato

### Appia Zagato 1956 ("cammello")
- - Periodo di produzione: primavera 1956 (esemplare unico)
  - Modelli:
    - tipo 812.01, coupé 2 porte, posti 2+2 di fortuna, carrozzato Zagato, con guida a sinistra

  - Numerazione telaio:
    - tipo 812.01: numero 1005

  - Motore: tipo 814.00
  - Numerazione motore:
    - tipo 814.00: numero non disponibile, ma comunque certamente compreso tra 1001 e 1015

  - Unità prodotte: 
    - 1 (esemplare unico)

  - Caratteristiche principali:
 motore : anteriore a 4 cilindri a V di 1089,51 cm³, potenza 53 HP a 5200 giri (nella sua versione iniziale, con motore "di serie"), valvole in testa; carrozzeria : coupé 2 porte, 2 posti più 2 di fortuna, scocca-piattaforma portante, sospensione anteriore a ruote indipendenti, sospensione posteriore ad assale rigido;trasmissione con trazione alle ruote posteriori, cambio a 4 rapporti+retromarcia;dimensioni e peso: passo cm 251 - lunghezza cm 415,0 (dato approssimativo)- larghezza 146,0 cm (dato approssimativo) - peso in ordine di marcia Kg 800 circa;velocità max: 145 km/h circa (nella sua versione iniziale, con motore "di serie").

Esposta al Salone di Torino  dell'aprile 1956,  la capostipite di tutte le Appia Zagato desta subito una gran curiosità per via delle "gobbe" (sul tetto, sul cofano motore e sul coperchio del vano bagagli) che contraddistinguono la sua carrozzeria e che le valgono immediatamente il soprannome di  "Appia-cammello": da essa trae origine una serie di berlinette sportive che rimarranno sulla scena - su quella agonistica in particolare - per quasi un decennio.
Il pianale utilizzato da Zagato per questo primo prototipo - che per la cronaca è destinato a rimanere "esemplare unico" e che reca il numero di telaio 812.01.1005 -  è tra quelli messi a disposizione dalla Lancia con motore potenziato (53 CV) e cambio con comando a leva centrale.
| Caratteristiche tecniche Lancia Appia coupé Zagato "cammello" (1956) nella sua versione originale, con motore "di serie" da 53 HP | |
| Motore | tipo "814.00"; anteriore, longitudinale, monoblocco; basamento motore e coppa in duralluminio alettati; canne cilindri, riportate, in ghisa speciale; pistoni KS in lega d'alluminio con 3 segmenti (1 raschiaolio e 2 di tenuta); testa cilindri in lega leggera (duralluminio) con sedi delle valvole riportate; camere di scoppio emisferiche; albero motore (molto corto, contrappesato e bilanciato staticamente e dinamicamente) ruotante su 2 supporti; bielle in acciaio speciale con cappello a taglio obliquo per facilitare il montaggio, con boccole per perno stantuffo sostituibili; cuscinetti di banco e di biella a guscio sottile in acciaio con riporto in rame-piombo-indio; peso approssimativo del motore a secco (senza acqua e senza olio) tra i 95 kg ed i 100 kg; il peso approssimativo completo del gruppo motore-frizione-cambio, a secco, è tra i 125 kg ed i 130 kg; gruppo motore-frizione-cambio sospeso alla scocca mediante tre tasselli in gomma (due disposti ai lati del motore ed uno all'estremità della scatola del cambio). |
| Numero e posizione cilindri | 4 cilindri a V (10º 14'). |
| Cilindrata | 1089,51 cm³ (alesaggio 68,00 mm - corsa 75,00 mm). |
| Distribuzione | due alberi a camme laterali (uno per l'aspirazione, l'altro per lo scarico) nel basamento mossi da una catena con tenditore idraulico brevettato (la catena è mantenuta in tensione da un pignone il cui supporto, scorrevole, è caricato dalla pressione esistente nei condotti di lubrificazione del motore); valvole in testa (due per cilindro), a “V”, inclinate di 67º tra di loro, azionate da puntalini e bilancieri; diametro delle valvole di aspirazione 31 mm, diametro delle valvole di scarico 27,5 mm; messa in fase della distribuzione: a) aspirazione: inizio apertura 4º prima del P.M.S. (Punto Morto Superiore), fine chiusura 38º dopo il P.M.I. (Punto Morto Inferiore): b) scarico: inizio apertura: 38º prima del P.M.I., fine chiusura: 4º dopo il P.M.S.; gioco tra valvole e bilancieri, con motore freddo, 0,8 mm. |
| Rapporto di compressione | 8,00:1. |
| Potenza max | 53 HP a 5.200 giri/minuto. |
| Coppia massima | 8,8 kgm a 3.500 giri /minuto. |
| Lubrificazione | forzata, con pompa ad ingranaggi fissata al lato destro del basamento (con presa annegata nella coppa) e comandata dall'albero motore da una coppia elicoidale; valvola regolatrice della pressione, posta sul lato destro del basamento e tarabile dall'esterno; filtro Carello tipo FRAM sul lato destro del motore e filtro a rete nella succheruola; gradazioni SAE: 40 in estate, 20-30 in inverno, 10-30 multigrado; pressione d'esercizio 2,5 kg/cm²; il manometro sul quadro apparecchi deve sorpassare l'indicazione “25” con vettura a 100 km/h in quarta velocità; capacità circuito olio motore (inclusi filtri e tubazioni) 3,8 litri. |
| Raffreddamento | ad acqua, a circolazione forzata con pompa centrifuga (coassiale con il ventilatore), radiatore a tubetti verticali e lamelle, ventilatore ausiliario (a 2 pale) fuso in lega leggera, comandato da una cinghia trapezoidale (registrabile facendo ruotare la dinamo); l'impianto è regolato da due termostati, uno all'uscita acqua dalla testa motore e l'altro che comanda la persiana regolatrice, posta davanti al radiatore, che si apre quando la temperatura dell'acqua sorpassa un determinato valore); capacità circuito (radiatore e motore) litri 6,0. |
| Accensione | a spinterogeno; bobina Marelli B 17 L; distributore d'accensione Marelli S69D (anticipo fisso 8º, anticipo automatico 28º con inizio a 1250 giri/minuto); ordine d'accensione: 1-3-4-2; candele (posizionate verticalmente), tipo AC 45XL oppure Champion N5 da mm 14 x 1,25; apertura punta candele mm 0,5-0,6; apertura contatti distributore mm 0,42-0,48. |
| Alimentazione | carburatore verticale doppio corpo invertito Weber 36 DCLD 3 munito di dispositivo d'avviamento (starter) comandato con leva sotto il cruscotto; pompa meccanica FISPA (a vuoto a membrana) situata sul lato destro del motore ed azionata da un eccentrico comandato dall'albero a camme dell'aspirazione; filtri combustibile: nel serbatoio, nella pompa di mandata, nell'entrata del carburatore. Dati di regolazione del carburatore: diametro del condotto mm. 36, diffusore mm 0,22, getto principale mm 1,15, getto del minimo 0,50, getto freno aria mm 2,30, getto dispositivo d'avviamento mm 1,30. |
| Impianto elettrico | a 12 Volt - batteria da 40 Ah; dimensioni della batteria: 23 x 17 x 20,5 -cm, dinamo da 250 Watt (Marelli DN44B) regolatore Marelli IR 32 A; motorino di avviamento elettrico Marelli MT 40 A (12 V), della potenza di 0,515 kw, posto sul lato sinistro del motore ed ingranante con la corona esterna del volano |
| Trasmissione | trazione sulle ruote posteriori; gruppo motore-frizione-cambio posizionato anteriormente e trasmissione al retrotreno mediante albero tubolare unico montato alle estremità con giunti elastici in gomma tipo Giubo, con funzioni di giunto cardanico e di scorrimento; giunti centratori alle estremità a pattino scorrevole a forma di botte. |
| Frizione | frizione monodisco a secco con mozzo elastico; diametro esterno 16,5 cm; diametro interno 11,4 cm; superficie di attrito cm² 224 (112x2); carico sui dischi 236 kg; corsa a vuoto del pedale 15 mm; regolazione mediante tirante posto fra le leve sulla pedaliera e sulla scatola del cambio. |
| Cambio | cambio in blocco con motore e frizione a 4 rapporti + retromarcia; albero secondario ed ingranaggi sempre in presa; quarta in “presa diretta”; II, III e IV marcia sincronizzate; rapporti: I=4,098:1; II=2,382:1; III=1,526:1; IV=1:1; RM=5,854:1; leva di comandoa cloche; capacità olio della scatola cambio: 1,45 litri. |
| Rapporto al ponte | rapporto finale di riduzione, con coppia conica Hypoid 11/45 (4,091:1): secondo alcune fonti, il rapporto sarebbe 10/41 (4,100:1); ponte rigido in lamiera d'acciaio stampata da 20/10 di millimetro ancorato alla scocca mediante le balestre della sospensione; scatola differenziale fusa in lega leggera; capacità olio gruppo differenziale: 1,65 litri. |
| Scocca | scocca a struttura portante in lamiera d'acciaio; pianale a scheletro resistente in lamiera d'acciaio scatolata. |
| Sospensioni ant. | a ruote indipendenti, con elementi telescopici a scorrimento verticale, molle ad elica cilindriche ed ammortizzatori idraulici interni alle molle (regolabili tramite manette posizionate sulle sommità delle sospensioni; dati regolazione: avvitare la manetta di registro, quindi disserrare di 0,5/1,5 giri in estate e di 1,5/2,5 giri in inverno); serbatoio di alimentazione: sotto il cofano motore, sulla sinistra, munito di due pomelli per l'alimentazione indipendente delle due sospensioni (pomello posteriore per la sospensione sinistra e pomello anteriore per la sospensione destra) e di un tappo con asticina di livello per il riempimento; assale anteriore a trave rigida stampata a doppia T; dati assale anteriore (trave rigida a doppia T) ; -a) inclinazione asse fuso a snodo 1º -b) inclinazione ruote (camber) 1º -c) incidenza:0º -d) convergenza: mm 4-6 (misurata sul cerchio delle ruote). |
| Sospensioni post. | ad assale rigido, con molle a balestre semiellittiche asimmetriche (non richiedenti lubrificazione) montate a cerniera nella parte anteriore e su biellette in quella posteriore; tra le foglie delle balestre sono posti inserti in politene (con funzione di antiscricchiolanti); ammortizzatori idraulici telescopici SABIF verticali a corsa lunga (liquido da utilizzare: Mobilfluid 62). |
| Impianto frenante | freni d'esercizio a pedale, idraulici (SABIF) ed agenti sulle 4 ruote, con ceppi avvolgenti/svolgenti; tamburi anteriori alettati in lega d'alluminio con anello (fascia interna) riportato in ghisa; tamburi posteriori in ghisa; guarnizioni frenanti Ferodo MZ41 applicati con rivettatura; diametro dei tamburi (anteriori e posteriori) cm 23; larghezza dei tamburi (anteriori e posteriori) 5 cm; superficie totale frenante 1440 cm² (effettiva delle guarnizioni 900 cm²); serbatoio freni idraulici posto nel cofano motore, munito di pompa di pressione costante e tappo di introduzione olio (capacità 0,45 litri); freno di stazionamento, a mano, meccanico ed agente sui tamburi delle ruote posteriori; la impugnatura del comando del freno a mano è posizionata sotto il cruscotto. |
| Sterzo | sterzo a vite senza fine e settore elicoidale; timoneria asimmetrica; leva elastica di comando all'uscita della scatola guida, tirante alla ruota destra articolato su snodo sferico nella giunzione alla leva elastica e su boccola elastica alla ruota, tirante d'accoppiamento fra le ruote articolato su snodi sferici, (ingrassatori a pressione sugli snodi sferici); rapporto tra vite e ruota 4/51; la posizione di guida è a sinistra; volante in plastica nera a due razze (diametro 41 cm) munito di avvisatore acustico a settore semicircolare inferiore; diametro di sterzata 10,50 m circa; giri volante per sterzata completa (da tutto a destra a tutto a sinistra) 3 giri e ¼; capacità olio scatola guida: 0,25 litri circa. |
| Ruote | a disco in lamiera stampata con sfinestrature (per favorire il raffreddamento dei freni) e balconata a profilo chiuso; cerchio 4.1/2 J x 15 a base allargata. |
| Pneumatici | misure 155 x 15 |
| Passo | cm 251,0. |
| Altezza minima da terra | 10,0-11,0 cm (dato approssimativo, stimato) |
| Carreggiate anter-poster | 117,8 cm - 118,2 cm. |
| Lunghezza x larghezza x altezza                                                                                                   | vettura (coupé): valori indicativi approssimativi stimati: 415,0 cm x 146,0 cm x 127,0 cm. |
| Carrozzeria, arredamenti ed accessori                                                                                             | carrozzeria coupé 2 porte, disegnata e realizzata dalla carrozzeria Zagato a 2 posti più 2 di fortuna; la carrozzeria della vettura si distingue per le "gobbe" (sul tetto, sul cofano motore e sul coperchio del vano bagagli) che le valgono immediatamente il soprannome di "Appia-cammello" gamma colori la vettura, esposta al Salone di Torino dell'aprile 1956, è tinteggiata in bicolore (tetto e parte inferiore delle fiancate in azzurro, in blu scuro il resto). |
| Peso a vuoto | in ordine di marcia e con una ruota di scorta, 800 kg circa (stimato). |
| Serbatoio carburante | capacità litri 38, di cui 6 di riserva; indicatore livello sul quadro porta-apparecchi del cruscotto e lampada-spia riserva sul cruscotto. |
| Velocità massima | 145 km/h circa; velocità massime (Km/h) nelle varie marce (dati approssimativi, indicativi e stimati): I=35; II=61;III=94; retromarcia=24. |
| Pendenze massime superabili | con il motore al regime di coppia massima: in prima marcia=32/33% circa; in II=18/18,5% circa; in III= 10,5/11% circa; in IV=6,5/6,7% circa; in retromarcia 44/45% circa. |
| Consumo | carburante: calcolato secondo norme CUNA (in IV marcia, ad una velocità costante pari ai 2/3 della velocità massima, cioè, nella fattispecie, a 95 km/h) circa 8,0 litri ogni 100 km; |
| Tassa di circolazione | Potenza fiscale in Italia CV 13; bollo di circolazione: nel 1956/57=Lire 20.300 dal 1959 al 1962=Lire 20.700 dall'1-1-1963 al 31-12-1980=Lire 21.700 |

## Appia Zagato GT/GTS
- - Periodo di produzione: dal gennaio 1957 (da marzo 1957 la GTS) al dicembre 1958
  - tipo 812.01, in due versioni:
    - tipo GT (normale) coupé 2 porte, posti 2+2 di fortuna, carrozzato Zagato, con guida a sinistra;
    - tipo GTS (spinto o sport) coupé 2 porte, 2 posti, carrozzato Zagato, con guida a sinistra

  - Numerazione telaio:
    - tipo 812.01: tra il numero 1014 ed il numero 2756

  - Motore: tipo 814.00
  - Numerazione motore:
    - tipo 814.00: compresa nei numeri dal 1001 in avanti

  - Unità prodotte: 
    - una cinquantina, di cui circa una ventina del tipo GT ed una trentina del tipo GTS (dati approssimativi e stimati)

  - Caratteristiche principali:
 motore : anteriore a 4 cilindri a V di 1089,51 cm³, potenza 53 HP a 5200 giri (GT) oppure 58 HP a 5400 giri (GTS), valvole in testa; carrozzeria : coupé 2 porte, 2 posti più 2 di fortuna (GT) oppure 2 posti (GTS), scocca-piattaforma portante, sospensione anteriore a ruote indipendenti, sospensione posteriore ad assale rigido;trasmissione con trazione alle ruote posteriori, cambio a 4 rapporti+retromarcia;dimensioni e peso: passo cm 251 - lunghezza cm 415,0 circa (modello GT, dato approssimativo stimato) oppure cm 403,0 (modello GTS, privo di paraurti) - larghezza cm 146,0 - peso in ordine di marcia (dato approssimativo indicativo stimato) Kg 830 circa (modello GT) oppure Kg 780 circa (modello GTS);velocità max: Km/h 150 circa (modello GT) oppure Km/h 160 circa (modello GTS); Km/h 170 nel modello "GTS" con rapporto al ponte "lungo".

L'Appia-cammello costruita nel 1956 rimane un esemplare unico, ma l'anno successivo vede la luce la prima Appia Zagato pensata per essere messa seriamente in commercio.
La coupé Zagato - che si palesa con un corpo vettura decisamente più conformista (dove le gobbe rimangono soltanto sul tetto) - è venduta direttamente dalla Carrozzeria Zagato come una normale "fuoriserie" ed è presente sul mercato già nei primi mesi di quello stesso 1957.
Al debutto, l'Appia Zagato viene presentata in abiti per così dire "borghesi", con una normale fanaleria (arricchita però da una coppia di fari antinebbia), due sedili a poltroncina ribaltabili, due posti posteriori di fortuna: la macchina assume comunemente la denominazione di Appia Zagato GT.
Nel marzo del '57 - al Salone di Ginevra - appare la prima Zagato in veste corsaiola (detta anche "GTS") : il motore  è potenziato e la carrozzeria - il cui abitacolo prevede due soli posti - si distingue per i passaruota non più perfettamente rotondi ma "sagomati", per l'aggiunta di "pinne" sui parafanghi posteriori, per il montaggio di una fanaleria anteriore più "incassata", per i paraurti lievemente diversi e per un equipaggiamento più spartano. La modifica ai passaruota interessa peraltro anche la normale GT.
A prescindere dalla già citata differenziazione tra il modello GT (due posti più due, motore da 53 HP) ed il più potente GTS (preparato per le corse o comunque per clienti desiderosi di prestazioni superiori, a due posti "secchi" e con preparazioni meccaniche non standardizzate che ne elevano la potenza sino alla soglia dei 60 CV ed oltre), le Appia Zagato costruite nel biennio '57/'58 sono spesso diverse le une dalle altre negli equipaggiamenti: la linea d'assieme rimane però sostanzialmente inalterata, anche se non mancano particolari disomogenei, quali - solo per fare un esempio - i parafanghi posteriori che in molti casi sono privi di "pinne".
Pare che le Appia Zagato costruite nei due anni (1957 e 1958) siano state una cinquantina appena, di cui poco più della metà nella versione "GTS".	
La vita di queste coupé Zagato, costruite artigianalmente in piccola serie, procede sino alla fine del 1958 quando al Salone di Torino fa la sua comparsa una nuova versione, la GTE
La Coupé di Zagato - versione GT - differisce dalla berlina II serie per le seguenti caratteristiche:
1. Rapporto di compressione 8,0:1 anziché 7,20:1;
2. potenza massima 53 HP a 5200 giri/minuto, anziché 43,5 a 4800 giri/minuto;
3. coppia massima Kgm 8,8 a 3500 giri/minuto, anziché Kgm 7,8 a 2500-3000 giri/minuto;
4. carburatore Weber 36 DCLD3 anziché Solex C32 P BIC, con diverse regolazioni;
5. comando cambio a leva centrale anziché al volante;
6. possibilità di montare, su richiesta, rapporti al cambio più "lunghi" (I=3,649:1 anziché 4,098:1; II=2,121:1 anziché 2,382:1; III=1,358:1 anziché 1,526:1);
7. il rapporto al ponte "normale" è di 10/41 (4,100:1) mentre nell'Appia berlina è 9/38 (4,222:1); nella "GT", inoltre, è possibile montare - dietro richiesta - un rapporto al ponte più "corto" (9/38=4,222:1, quello cioè montato sulla berlina) oppure più "lungo" (10/39=3,900:1);
8. guida esclusivamente a sinistra (anziché a sinistra oppure a destra su richiesta);
9. diversi valori della pressione di gonfiaggio degli pneumatici;
10. minore altezza da terra (qui è di cm 11 circa);
11. maggiore lunghezza (cm 415,0 - valore indicativo ed approssimativo - anziché cm 401,0);
12. minore larghezza (cm 146,0 anziché cm 148,5);
13. altezza vettura inferiore (cm 127,0 anziché 140,5);
14. diversa carrozzeria (coupé 2 porte a posti 2 più 2 di fortuna, anziché berlina a 4 porte e 4/5 posti);
15. porte (anteriori) sprovviste di deflettori (presenti invece sulla berlina);
16. paraurti di foggia diversa (previsto l'eventuale montaggio di rostri);
17. sedili anteriori separati (e ribaltabili sino alla posizione orizzontale) anziché a panchina unica;
18. diversa disposizione dei comandi (manca comunque l'acceleratore a mano);
19. strumentazione: è a tre elementi circolari invece di due (aggiunto il contagiri) e, nel quadrante di sinistra, c'è il termometro temperatura acqua (nell'Appia berlina, questo termometro viene aggiunto alla fine dell'estate del 1957);
20. scala tachimetro sino a 160 km/h (anziché 140);
21. accessori interni: manca il vano portaoggetti al cruscotto;
22. minor peso vettura (Kg 830 - valore indicativo ed approssimativo - anziché Kg 900 circa);
23. maggiore velocità massima, in IV marcia, che passa da Km/orari 128 a Km/orari 150 (con rapporto al ponte "normale" ovvero 10/41);
24. incremento delle velocità massima nelle marce inferiori: in I=37 anziché 31;in II=63 anziché 54;in III=98 anziché 84;in Retromarcia=26 anziché 22; da notare che i valori indicati per la "GT" si riferiscono a vetture con rapporto al ponte "normale" (10/41) e con rapporti al cambio "normali";
25. prezzo più elevato.

La versione sportiva "GTS" della coupé di Zagato differisce dalla versione GT per le seguenti caratteristiche:
1. rapporto di compressione: 8,60:1 (anziché 8,00:1);
2. potenza massima 58 HP a 5400 giri/minuto (anziché 53 HP a 5200 giri/minuto);
3. coppia massima: Kgm 10,0 a 4500 giri/minuto (anziché Kgm 8,8 a 3500 giri/minuto);
4. lubrificazione: per impiego agonistico, è possibile montare una coppa olio maggiorata;
5. diversi valori di pressione di gonfiaggio degli pneumatici  (Kg/cm² 1,70 nella GTS);
6. dimensioni esterne lievemente diverse (la GTS, senza paraurti, è lunga cm 403,0, mentre la GT, con paraurti, ha una lunghezza approssimativa indicativa di cm 415,0);
7. altezza vettura lievemente inferiore (cm 124,0 anziché cm 127,0);
8. abitacolo: a due posti (non previsto sedile posteriore) anziché a due posti più due di fortuna;
9. differenze esterno carrozzeria (la GTS ha: a) coda munita di pinne, b) fanaleria anteriore diversa, incassata, racchiusa e carenata sotto lunotti in plexiglas poco pronunciati, c) paraurti più sottili (o addirittura non montati), d) possibilità di montare finestrature laterali in plexiglas scorrevoli;
10. bagagliaio: nel vano posteriore trovano posto il serbatoio di maggiori dimensioni, la ruota di

scorta in posizione orizzontale (anziché verticale) e la batteria;
1. peso a vuoto Kg 780 circa (nella versione non particolarmente alleggerita) anziché Kg 830 circa (dato indicativo approssimativo stimato);
2. possibilità di incrementare la capacità del serbatoio carburante sino a 75-80 litri (di cui 8 di riserva);
3. velocità massima (con rapporto al ponte normale) di circa Km/h 160, anziché Km/h 150; con rapporto al ponte "lungo" la GTS può arrivare a circa Km/h 170;
4. maggiori velocità massime nelle marce inferiori;
5. prezzo più elevato.

| Caratteristiche tecniche Lancia Appia coupé Zagato "GT" e "GTS" (1957/58) | |
| Motore                                                                    | tipo "814.00"; anteriore, longitudinale, monoblocco; basamento motore e coppa in duralluminio alettati; canne cilindri, riportate, in ghisa speciale; pistoni KS in lega d'alluminio con 3 segmenti (1 raschiaolio e 2 di tenuta) ; testa cilindri in lega leggera (duralluminio) con sedi valvole riportate; camere di scoppio emisferiche; albero motore (molto corto, contrappesato e bilanciato staticamente e dinamicamente) ruotante su 2 supporti; bielle in acciaio speciale con cappello a taglio obliquo per facilitare il montaggio, con boccole per perno stantuffo sostituibili; cuscinetti di banco e di biella a guscio sottile in acciaio con riporto in rame-piombo-indio; peso approssimativo del motore a secco (senza acqua e senza olio) tra i Kg 95 ed i Kg 100; il peso approssimativo completo del gruppo motore-frizione-cambio, a secco, è tra i Kg 125 ed i Kg 130; gruppo motore-frizione-cambio sospeso alla scocca mediante tre tasselli in gomma (due disposti ai lati del motore ed uno alla estremità della scatola del cambio). |
| Numero e posizione cilindri                                               | 4 cilindri a V (10º 14'). |
| Cilindrata                                                                | cmc 1089,51 (alesaggio mm 68,00 - corsa mm 75,00). |
| Distribuzione                                                             | due alberi a camme laterali (uno per l'aspirazione, l'altro per lo scarico) nel basamento mossi da una catena con tenditore idraulico brevettato (la catena è mantenuta in tensione da un pignone il cui supporto, scorrevole, è caricato dalla pressione esistente nei condotti di lubrificazione del motore); valvole in testa (due per cilindro), a “V”, inclinate di 67º tra di loro, azionate da puntalini e bilancieri; diametro delle valvole di aspirazione mm 31, diametro delle valvole di scarico mm 27,5; messa in fase della distribuzione: a) aspirazione: inizio apertura 4º prima del P.M.S. (Punto Morto Superiore), fine chiusura 38º dopo il P.M.I. (Punto Morto Inferiore): b) scarico: inizio apertura: 38º prima del P.M.I., fine chiusura: 4º dopo il P.M.S.; gioco tra valvole e bilancieri, con motore freddo, mm 0,8. |
| Rapporto di compressione                                                  | a) versione "GT" 8,00:1 - b) versione "GTS" 8,60:1. |
| Potenza max                                                               | a) versione "GT" 53 HP a 5.200 giri/minuto - b) versione "GTS" 58 HP a 5400 giri/minuto. |
| Coppia massima                                                            | a) versione "GT" Kgm. 8,8 a 3.500 giri /minuto - b) versione "GTS" Kgm 10,0 a 4.500 giri/minuto |
| Lubrificazione                                                            | forzata, con pompa ad ingranaggi fissata al lato destro del basamento (con presa annegata nella coppa) e comandata dall'albero motore da una coppia elicoidale; valvola regolatrice della pressione, posta sul lato destro del basamento e tarabile dall'esterno; valvola di cortocircuitazione sul cappello del filtro a cartuccia; depurazione dell'olio con filtro "full-flow" a cartuccia; gradazioni SAE: 40 in estate, 20-30 in inverno, 10-30 multigrado; pressione d'esercizio Kg/cm² 2,5; capacità circuito olio motore (inclusi filtri e tubazioni) lt 3,8; in particolare nella versione "GTS" per impiego agonistico, è possibile montare una coppa olio maggiorata. |
| Raffreddamento                                                            | ad acqua, a circolazione forzata con pompa centrifuga (coassiale con il ventilatore), radiatore a tubetti verticali e lamelle, ventilatore ausiliario (a 2 pale) fuso in lega leggera, comandato da una cinghia trapezoidale (registrabile facendo ruotare la dinamo); l'impianto è regolato da due termostati, uno all'uscita acqua dalla testa motore e l'altro che comanda la persiana regolatrice, posta davanti al radiatore, che si apre quando la temperatura dell'acqua sorpassa un determinato valore); capacità circuito (radiatore e motore) litri 6,0. |
| Accensione                                                                | a spinterogeno; bobina Marelli B 17 L; distributore d'accensione Marelli S69D (anticipo fisso 8º, anticipo automatico 28º con inizio a 1250 giri/minuto); ordine d'accensione: 1-3-4-2; candele (posizionate verticalmente), con gradazione termica 270 (scala Bosch) da mm 14 x 1,25; apertura punta candele mm 0,5-0,6; apertura contatti distributore mm 0,42-0,48. |
| Alimentazione                                                             | carburatore verticale doppio corpo invertito Weber 36 DCLD 3 munito di dispositivo d'avviamento (starter) comandato con leva sotto il cruscotto; apertura differenziata delle farfalle; filtro aria a secco; dati di regolazione del carburatore: diametro del condotto mm 36, diffusore mm 0,22, getto principale mm 1,15, freno aria mm 2,30, getto del minimo 0,50, getto dispositivo d'avviamento mm 1,30. |
| Impianto elettrico                                                        | a 12 Volt - batteria da 40 Ah; dimensioni della batteria: cm 23 x 17 x 20,5 - dinamo da 250 Watt (Marelli DN44B) regolatore Marelli IR 32 A; motorino di avviamento elettrico Marelli MT 40 A (12 V), della potenza di 0,515 Kw, posto sul lato sinistro del motore ed ingranante con la corona esterna del volano |
| Trasmissione                                                              | trazione sulle ruote posteriori; gruppo motore-frizione-cambio posizionato anteriormente e trasmissione al retrotreno mediante albero tubolare unico montato alle estremità con giunti elastici in gomma tipo Giubo, con funzioni di giunto cardanico e di scorrimento; giunti centratori alle estremità a pattino scorrevole a forma di botte. |
| Frizione                                                                  | frizione monodisco a secco con mozzo elastico; diametro esterno cm 16,5; diametro interno cm 11,4; superficie di attrito cm² 224 (112x2); carico sui dischi Kg 236; corsa a vuoto del pedale mm 15; regolazione mediante tirante posto fra le leve sulla pedaliera e sulla scatola del cambio. |
| Cambio                                                                    | cambio in blocco con motore e frizione a 4 rapporti + retromarcia; albero secondario ed ingranaggi sempre in presa; quarta in “presa diretta”; II, III e IV marcia sincronizzate; rapporti: I=4,098:1; II=2,382:1; III=1,526:1; IV=1:1; RM=5,854:1 (5,212:1 secondo alcune fonti) ; a richiesta, possono essere montati rapporti diversi (più "lunghi") e precisamente: I=3,649:1; II=2,121:1; III=1,358:1; IV=1:1; RM=5,854:1 (5,212:1 secondo alcune fonti); leva di comando a leva centrale (cloche) ; capacità olio della scatola del cambio: litri 1,45. |
| Rapporto al ponte                                                         | rapporto finale di riduzione, con coppia conica Hypoid 10/41 (4,100:1); a richiesta 9/38 (4,222:1) oppure 10/39 (3,900:1) ; ponte rigido in lamiera d'acciaio stampata da 20/10 di millimetro ancorato alla scocca mediante le balestre della sospensione; scatola differenziale fusa in lega leggera; capacità olio gruppo differenziale: litri 1,65. |
| Scocca                                                                    | monoscocca a struttura portante in lamiera d'acciaio; pianale a scheletro resistente in lamiera d'acciaio scatolata. |
| Sospensioni ant.                                                          | a ruote indipendenti, con elementi telescopici a scorrimento verticale, molle ad elica cilindriche ed ammortizzatori idraulici interni alle molle (regolabili tramite manette posizionate sulle sommità delle sospensioni; dati regolazione: avvitare la manetta di registro, quindi disserrare di 0,5/1,5 giri in estate e di 1,5/2,5 giri in inverno); serbatoio di alimentazione: sotto il cofano motore, sulla sinistra, munito di due pomelli per l'alimentazione indipendente delle due sospensioni (pomello posteriore per la sospensione sinistra e pomello anteriore per la sospensione destra) e di un tappo con asticina di livello per il riempimento; assale anteriore a trave rigida stampata a doppia T; dati assale anteriore (trave rigida a doppia T) ; -a) inclinazione asse fuso a snodo 1º -b) inclinazione ruote (camber) 1º -c) incidenza:0º -d) convergenza: mm 4-6 (misurata sul cerchio delle ruote). |
| Sospensioni post.                                                         | ad assale rigido, con molle a balestre semiellittiche asimmetriche (non richiedenti lubrificazione) montate a cerniera nella parte anteriore e su biellette in quella posteriore; tra le foglie delle balestre sono posti inserti in politene (con funzione di antiscricchiolanti); ammortizzatori idraulici telescopici SABIF verticali a corsa lunga (liquido da utilizzare: Mobilfluid 62). |
| Impianto frenante                                                         | freni d'esercizio a pedale, idraulici (SABIF) ed agenti sulle 4 ruote, con ceppi avvolgenti/svolgenti; tamburi anteriori alettati in lega d'alluminio con anello (fascia interna) riportato in ghisa; tamburi posteriori in ghisa; guarnizioni frenanti Ferodo MZ41 applicati con rivettatura; diametro dei tamburi (anteriori e posteriori) cm 23; larghezza dei tamburi (anteriori e posteriori) cm 5; superficie totale frenante cm² 1440 (effettiva delle guarnizioni cm² 900); serbatoio freni idraulici posto nel cofano motore, munito di pompa di pressione costante e tappo di introduzione olio (capacità litri 0,45); freno di stazionamento, a mano, meccanico ed agente sui tamburi delle ruote posteriori; la impugnatura del comando del freno a mano è posizionata sotto il cruscotto. |
| Sterzo                                                                    | sterzo a vite senza fine e settore elicoidale; timoneria asimmetrica; leva elastica di comando all'uscita della scatola guida, tirante alla ruota destra articolato su snodo sferico nella giunzione alla leva elastica e su boccola elastica alla ruota, tirante d'accoppiamento fra le ruote articolato su snodi sferici, (ingrassatori a pressione sugli snodi sferici); rapporto tra vite e ruota 4/51; la posizione di guida è a sinistra; volante in plastica nera a due razze (diametro cm 41) munito di avvisatore acustico a settore semicircolare inferiore; diametro di sterzata 10,50 m circa; giri volante per sterzata completa (da tutto a destra a tutto a sinistra) 3 giri e ¼; capacità olio scatola guida: litri 0,25 circa. |
| Ruote                                                                     | a disco in lamiera stampata con sfinestrature (per favorire il raffreddamento dei freni) e balconata a profilo chiuso; cerchio 4.1/2 J x 15 a base allargata. |
| Pneumatici                                                                | misure 155 x 15; pressione di gonfiaggio: a) nella versione "GT" Kg/cm² 1,50 anteriormente e Kg/cm² 1,60 posteriormente - b) nella versione "GTS" Kg/cm² 1,70. |
| Passo                                                                     | cm 251,0. |
| Altezza minima da terra                                                   | cm 11,0 circa |
| Carreggiate anter-poster                                                  | cm 117,8 -cm 118,2. |
| Lunghezza x larghezza x altezza                                           | vettura (coupé): a) versione "GT" (dati indicativi approssimativi stimati) cm 415,0 x cm 146,0 x cm 127,0- b) versione "GTS" (senza paraurti) cm 403,0 x cm 146,0 x cm 124,0. |
| Carrozzeria, arredamenti ed accessori                                     | carrozzeria coupé 2 porte, disegnata e realizzata dalla carrozzeria Zagato: la versione "GT" è a 2 posti più due di fortuna, mentre la versione "GTS" è a due posti, non essendo previsto il sedile posteriore; le carrozzerie esterne delle due versioni differiscono in particolare nella "coda" (la "GTS" è munita di pinne), nella fanaleria (normale, ed a volte è arricchita da due fari antinebbia, nella "GT"; incassata, racchiusa e carenata sotto lunotti in plexiglas non troppo pronunciati, nella "GTS") e nei paraurti (normali, talvolta anche muniti di rostri, nella "GT"; più sottili o talvolta addirittura non montati, nella "GTS"); i passaruota sono tondi nelle prime "GT", mentre tutte le "GTS" (e le "GT" più recenti) hanno passaruota sagomati; le portiere anteriori sono incernierate anteriormente (apertura controvento) e non hanno deflettori para-aria; nella versione "GT" le porte sono munite di vetratura normale (vetri discendenti) mentre nella "GTS" si possono anche montare, in alternativa, finestrini in plexiglas scorrevoli; volante identico a quello montato sulle Appia di II serie, in plastica nera munito di avvisatore acustico a settore semicircolare inferiore (a richiesta, volante con corona in legno e tre razze in alluminio) sedili sedili anteriori a poltroncina, scorrevoli longitudinalmente e con schienali completamente reclinabili all'indietro ed abbassabili sino alla posizione orizzontale; sedili con intelaiatura tubolare, imbottitura in gommapiuma e rivestimento in finta pelle (a richiesta sono disponibili sedili di foggia particolarmente sportiva) ; la versione "GT" ha un divanetto posteriore capace di ospitare due passeggeri per brevi spostamenti (oppure due bambini), mentre nella "GTS" - dichiarata come "2 posti" - alle spalle dei sedili anteriori c'è un ripiano metallico rivestito in panno per l'alloggiamento dei bagagli; rivestimenti interni in finta pelle; pavimento ricoperto di moquette, con tappeti in gomma anteriormente;. vano motore sbloccaggio cofano dall'interno della vettura (leva sotto il cruscotto): il cofano si socchiude e richiede un successivo intervento per spostare una levetta di sicurezza, dopodiché un'asta di arresto lo mantiene sollevato (per richiudere: liberare l'asta di arresto spingendo verso l'alto il cofano e riabbassare chiudendo di colpo). bagagliaio a) versione "GT": nel bagagliaio trovano alloggiamento la ruota di scorta (verticale, su lato sinistro, fissata con vite a galletto) e la batteria; b) versione "GTS": i bagagli vanno riposti all'interno dell'abitacolo, sul ripiano metallico rivestito in panno posto dietro ai sedili anteriori, mentre nel vano posteriore trovano posto il serbatoio di maggiori dimensioni, la ruota di scorta in posizione orizzontale e la batteria. comandi al volante leva per azionamento indicatori di direzione e per commutazione luci, avvisatore elettroacustico (tramite settore semicircolare inferiore). comandi a pedale freno, frizione ed acceleratore. comandi sotto al cruscotto leva per sbloccaggio cofano motore, leva freno a mano, starter, radiatore riscaldamento (aereatore sul lato destro), azzeratore contachilometri parziale; comandi al cruscotto, interruttore a chiave per servizi, accensione e messa in moto, comando luci posizione e proiettori, comando illuminazione strumentazione, comando tergicristallo, comando ventilatore, comando spruzzatore lavaparabrezza, accendisigaro. strumentazione strumentazione a tre strumenti circolari non affiancati (quello centrale è posizionato più in alto per far posto al piantone dello sterzo): lo strumento di destra comprende: il tachimetro (da 20 a 160 km/orari - più una “tacca” corrispondente ai 170 km orari - con cifre ogni 20 km/h), il contachilometri progressivo e quello giornaliero azzerabile, la spia che segnala l'accensione delle luci di città e la spia per l'insufficiente tensione della dinamo; lo strumento centrale comprende soltanto il contagiri; lo strumento di sinistra comprende invece: l'indicatore del livello della benzina presente nel serbatoio con la spia per la riserva, il manometro della pressione dell'olio, il termometro della temperatura dell'acqua del motore e le due spie che segnalano l'inserimento degli indicatori di direzione destro e sinistro. accessori parabrezza a vetro curvo, con dispositivo per getto di aria calda all'interno per disappannamento o disgelo, funzionante con il riscaldatore; spruzzatore lavaparabrezza FISPA con pompa meccanica; lunotto a vetro curvo; illuminazione abitacolo automatica all'apertura della porta del guidatore; impianto di riscaldamento ed aerazione abitacolo; tergicristallo a doppia racchetta (con arresto del tergitore in posizione abbassata); specchietto retrovisore interno prismatico, a due posizioni (normale ed antiabbagliante); a richiesta specchietto retrovisore aggiuntivo, posizionato immediatamente sopra la plancia strumenti; accendisigaro; avvisatore elettroacustico con comando tramite settore semicircolare inferiore applicato al volante (nel caso di volante a tre razze, l'avvisatore elettroacustico si aziona mediante pulsante al centro del volante). gamma colori: grigio perla, verde smeraldo, colori metallizzati non meglio precisati. |
| Peso a vuoto                                                              | in ordine di marcia e con una ruota di scorta: a) versione "GT" (dato indicativo approssimativo stimato) Kg. 830 circa - b) versione "GTS" Kg 780 circa, nella versione non particolarmente alleggerita (le vetture utilizzate in competizione, più spartane, prive di paraurti e con le finestrature in plexiglas, pesano ovviamente qualche decina di chili in meno). |
| Serbatoio carburante                                                      | a) versione "GT": capacità litri 38, di cui 6 di riserva; indicatore livello sul quadro porta-apparecchi del cruscotto e lampada-spia riserva sul cruscotto - b) versione "GTS" possibilità di incrementare la capacità del serbatoio fino a 75-80 litri.(di cui 8 di riserva). |
| Velocità massima                                                          | la velocità massima varia in funzione del rapporto al ponte adottato, mentre quelle nelle varie marce variano a seconda dei rapporti al cambio montati; con il rapporto al ponte normale (10/41) le velocità massime sono di km/h 150 per la versione "GT" e di circa Km/h 160 per la versione "GTS"; le "GTS" con il rapporto al ponte più "lungo" (10/39) sfiorano i 170 km orari; indicativamente, le velocità massime ottenibili nelle varie marce inferiori sono quelle indicate di seguito: a) versione "GT" (con rapporti al cambio "normali") : I=37; II=63; III=98; retromarcia=26; b) versione "GTS", con i rapporti al cambio "normali": I=39; II=67; III=105; retromarcia=27; c) versione "GTS", con i rapporti al cambio "lunghi" : I=44; II=75; III=118;retromarcia=27. |
| Pendenze massime superabili                                               | con il motore al regime di coppia massima (valori indicativi approssimativi stimati, con rapporto al ponte 10/41 "normale") : in prima marcia=32/33% circa; in II=18/18,5% circa; in III= 10,5/11% circa; in IV=6,5/6,7% circa; in retromarcia 44/45% circa. |
| Consumo                                                                   | carburante: (versione "GT") calcolato secondo norme CUNA (in IV marcia, ad una velocità costante pari ai 2/3 della velocità massima, cioè, nella fattispecie, a circa 100 km/h) circa 8,0 litri ogni 100 km; il consumo della versione "GTS" - non dichiarato ufficialmente - non è comunque dissimile da quello della "GT" (anzi, può addirittura essere inferiore in certe condizioni d'impiego). |
| Tassa di circolazione                                                     | Potenza fiscale in Italia CV 13; bollo di circolazione: nel 1957/58=Lire 20.300 dal 1959 al 1962=Lire 20.700 dall'1-1-1963 al 31-12-1980=Lire 21.700 |
| Prezzo in Italia                                                          | nel 1957, il prezzo della versione normale ("GT") varia tra Lire 1.800.000 e Lire 1.900.000 a seconda dell'equipaggiamento; il prezzo della "GTS" dovrebbe essere leggermente superiore (e variabile a seconda degli equipaggiamenti e del grado dell'eventualei preparazione sportiva del motore) anche se l'entità non è mai stata comunicata agli organi di stampa del periodo. |

## Appia Zagato GTE

### GTE seconda serie
- - Periodo di produzione: dal dicembre 1958 all'estate 1959* (*dato indicativo)
  - tipo 812.01
    - tipo GTE (Gran Turismo Esportazione) coupé 2 porte, posti 2+2 di fortuna, carrozzato Zagato, con guida a sinistra;

  - Numerazione telaio:
    - tipo 812.01: tra un numero certamente superiore a 2000 ed il numero 2756

  - Motore: tipo 814.00
  - Numerazione motore:
    - tipo 814.00: compresa nei numeri dal 1001 in avanti

  - Unità prodotte: 
    - un centinaio (dato approssimativo, indicativo e stimato)

  - Caratteristiche principali:
 motore : anteriore a 4 cilindri a V di 1089,51 cm³, potenza 53 HP a 5200 giri, valvole in testa; carrozzeria : coupé 2 porte, 2 posti più 2 di fortuna, scocca-piattaforma portante, sospensione anteriore a ruote indipendenti, sospensione posteriore ad assale rigido;trasmissione con trazione alle ruote posteriori, cambio a 4 rapporti+retromarcia;dimensioni e peso: passo cm 251 - lunghezza cm 419,0 - larghezza cm 142,0 - peso in ordine di marcia Kg 840 circa;velocità max: Km/h 150 circa (con rapporto al ponte 10/41) oppure Km/h 160 circa (con rapporto al ponte 10/39).

La vita delle GTE derivate dalla seconda serie è piuttosto breve, in quanto in quello stesso 1959, sia pure con qualche mese di ritardo rispetto all'uscita della terza serie berlina, anche le GTE subiscono alcuni aggiornamenti tecnici.
La coupé GTE (gran Turismo Esportazione) uscita alla fine del 1958, differisce dalla precedente Appia Zagato GT normale esclusivamente per la carrozzeria; queste le principali caratteristiche che differenziano il nuovo modello:
1. lunghezza cm 419,0 (anziché cm 415,0 circa);
2. larghezza cm 142,0 (anziché 146,0);
3. altezza cm 123,5 (anziché 127,0);
4. nuova fanaleria anteriore, incassata e carenata sotto lunotti in plexiglas di grandi dimensioni;
5. paraurti con rostri;
6. qualche leggera differenza nella disposizione dei comandi;
7. peso in ordine di marcia Kg 840 (anziché 830);
8. prezzo di listino, fissato in Lire 1.800.000 (il prezzo della precedente GT, simile se non identico, non appariva però nel listino della Casa).

| Caratteristiche tecniche Lancia Appia coupé Zagato "GTE" derivata dalla seconda serie | |
| Motore                                                                                | tipo "814.00"; anteriore, longitudinale, monoblocco; basamento motore e coppa in duralluminio alettati; canne cilindri, riportate, in ghisa speciale; pistoni KS in lega d'alluminio con 3 segmenti (1 raschiaolio e 2 di tenuta) ; testa cilindri in lega leggera (duralluminio) con sedi valvole riportate; camere di scoppio emisferiche; albero motore (molto corto, contrappesato e bilanciato staticamente e dinamicamente) ruotante su 2 supporti; bielle in acciaio speciale con cappello a taglio obliquo per facilitare il montaggio, con boccole per perno stantuffo sostituibili; cuscinetti di banco e di biella a guscio sottile in acciaio con riporto in rame-piombo-indio; peso approssimativo del motore a secco (senza acqua e senza olio) tra i Kg 95 ed i Kg 100; il peso approssimativo completo del gruppo motore-frizione-cambio, a secco, è tra i Kg 125 ed i Kg 130; gruppo motore-frizione-cambio sospeso alla scocca mediante tre tasselli in gomma (due disposti ai lati del motore ed uno alla estremità della scatola del cambio). |
| Numero e posizione cilindri                                                           | 4 cilindri a V (10º 14'). |
| Cilindrata                                                                            | cmc 1089,51 (alesaggio mm 68,00 - corsa mm 75,00). |
| Distribuzione                                                                         | due alberi a camme laterali (uno per l'aspirazione, l'altro per lo scarico) nel basamento mossi da una catena con tenditore idraulico brevettato (la catena è mantenuta in tensione da un pignone il cui supporto, scorrevole, è caricato dalla pressione esistente nei condotti di lubrificazione del motore); valvole in testa (due per cilindro), a “V”, inclinate di 67º tra di loro, azionate da puntalini e bilancieri; diametro delle valvole di aspirazione mm 31, diametro delle valvole di scarico mm 27,5; messa in fase della distribuzione: a) aspirazione: inizio apertura 4º prima del P.M.S. (Punto Morto Superiore), fine chiusura 38º dopo il P.M.I. (Punto Morto Inferiore): b) scarico: inizio apertura: 38º prima del P.M.I., fine chiusura: 4º dopo il P.M.S.; gioco tra valvole e bilancieri, con motore freddo, mm 0,8. |
| Rapporto di compressione                                                              | 8,00:1. |
| Potenza max                                                                           | 53 HP a 5.200 giri/minuto. |
| Coppia massima                                                                        | Kgm. 8,8 a 3.500 giri /minuto. |
| Lubrificazione                                                                        | forzata, con pompa ad ingranaggi fissata al lato destro del basamento (con presa annegata nella coppa) e comandata dall'albero motore da una coppia elicoidale; valvola regolatrice della pressione, posta sul lato destro del basamento e tarabile dall'esterno; valvola di cortocircuitazione sul cappello del filtro a cartuccia; depurazione dell'olio con filtro "full-flow" a cartuccia; gradazioni SAE: 40 in estate, 20-30 in inverno, 10-30 multigrado; pressione d'esercizio Kg/cm² 2,5; capacità circuito olio motore (inclusi filtri e tubazioni) lt 3,8. |
| Raffreddamento                                                                        | ad acqua, a circolazione forzata con pompa centrifuga (coassiale con il ventilatore), radiatore a tubetti verticali e lamelle, ventilatore ausiliario (a 2 pale) fuso in lega leggera, comandato da una cinghia trapezoidale (registrabile facendo ruotare la dinamo); l'impianto è regolato da due termostati, uno all'uscita acqua dalla testa motore e l'altro che comanda la persiana regolatrice, posta davanti al radiatore, che si apre quando la temperatura dell'acqua sorpassa un determinato valore); capacità circuito (radiatore e motore) litri 6,0. |
| Accensione                                                                            | a spinterogeno; bobina Marelli B 17 L; distributore d'accensione Marelli S69D (anticipo fisso 8º, anticipo automatico 28º con inizio a 1250 giri/minuto); ordine d'accensione: 1-3-4-2; candele (posizionate verticalmente), con gradazione termica 270 (scala Bosch) tipo AC 45 XL oppure Champion N5, da mm 14 x 1,25; apertura punta candele mm 0,5-0,6; apertura contatti distributore 0,42-0,48 mm. |
| Alimentazione                                                                         | carburatore verticale doppio corpo invertito Weber 36 DCLD 3 munito di dispositivo d'avviamento (starter) comandato con leva sotto il cruscotto; apertura differenziata delle farfalle; filtro aria a secco; dati di regolazione del carburatore: diametro del condotto mm 36, diffusore mm 0,22, getto principale mm 1,15, freno aria mm 2,30, getto del minimo 0,50, getto dispositivo d'avviamento mm 1,30. |
| Impianto elettrico                                                                    | a 12 Volt - batteria da 40 Ah; dimensioni della batteria: cm 23 x 17 x 20,5 - dinamo da 250 Watt (Marelli DN44B) regolatore Marelli IR 32 A; motorino di avviamento elettrico Marelli MT 40 A (12 V), della potenza di 0,515 kw, posto sul lato sinistro del motore ed ingranante con la corona esterna del volano. |
| Trasmissione                                                                          | trazione sulle ruote posteriori; gruppo motore-frizione-cambio posizionato anteriormente e trasmissione al retrotreno mediante albero tubolare unico montato alle estremità con giunti elastici in gomma tipo Giubo, con funzioni di giunto cardanico e di scorrimento; giunti centratori alle estremità a pattino scorrevole a forma di botte. |
| Frizione                                                                              | frizione monodisco a secco con mozzo elastico; diametro esterno cm 16,5; diametro interno cm 11,4; superficie di attrito cm² 224 (112x2); carico sui dischi Kg 236; corsa a vuoto del pedale mm 15; regolazione mediante tirante posto fra le leve sulla pedaliera e sulla scatola del cambio. |
| Cambio                                                                                | cambio in blocco con motore e frizione a 4 rapporti + retromarcia; albero secondario ed ingranaggi sempre in presa; quarta in “presa diretta”; II, III e IV marcia sincronizzate; rapporti: I=4,098:1; II=2,382:1; III=1,526:1; IV=1:1; RM=5,854:1 (5,212:1 secondo alcune fonti) ; a richiesta, possono essere montati rapporti diversi (più "lunghi") e precisamente: I=3,649:1; II=2,121:1; III=1,358:1; IV=1:1; RM=5,854:1 (5,212:1 secondo alcune fonti); leva di comando a leva centrale (cloche) ; capacità olio della scatola del cambio: litri 1,45. |
| Rapporto al ponte                                                                     | rapporto finale di riduzione, con coppia conica Hypoid, a scelta tra i tre seguenti: 10/41 (4,100:1) oppure 9/38 (4,222:1) oppure 10/39 (3,900:1) ; ponte rigido in lamiera d'acciaio stampata da 20/10 di millimetro ancorato alla scocca mediante le balestre della sospensione; scatola differenziale fusa in lega leggera; capacità olio gruppo differenziale: litri 1,65. |
| Scocca                                                                                | monoscocca a struttura portante in lamiera d'acciaio; pianale a scheletro resistente in lamiera d'acciaio scatolata. |
| Sospensioni ant.                                                                      | a ruote indipendenti, con elementi telescopici a scorrimento verticale, molle ad elica cilindriche ed ammortizzatori idraulici interni alle molle (regolabili tramite manette posizionate sulle sommità delle sospensioni; dati regolazione: avvitare la manetta di registro, quindi disserrare di 0,5/1,5 giri in estate e di 1,5/2,5 giri in inverno); serbatoio di alimentazione: sotto il cofano motore, sulla sinistra, munito di due pomelli per l'alimentazione indipendente delle due sospensioni (pomello posteriore per la sospensione sinistra e pomello anteriore per la sospensione destra) e di un tappo con asticina di livello per il riempimento; assale anteriore a trave rigida stampata a doppia T; dati assale anteriore (trave rigida a doppia T) ; -a) inclinazione asse fuso a snodo 1º -b) inclinazione ruote (camber) 1º -c) incidenza:0º -d) convergenza: mm 4-6 (misurata sul cerchio delle ruote). |
| Sospensioni post.                                                                     | ad assale rigido, con molle a balestre semiellittiche asimmetriche (non richiedenti lubrificazione) montate a cerniera nella parte anteriore e su biellette in quella posteriore; tra le foglie delle balestre sono posti inserti in politene (con funzione di antiscricchiolanti); ammortizzatori idraulici telescopici SABIF verticali a corsa lunga (liquido da utilizzare: Mobilfluid 62). |
| Impianto frenante                                                                     | freni d'esercizio a pedale, idraulici (SABIF) ed agenti sulle 4 ruote, con ceppi avvolgenti/svolgenti; tamburi anteriori alettati in lega d'alluminio con anello (fascia interna) riportato in ghisa; tamburi posteriori in ghisa; guarnizioni frenanti Ferodo MZ41 applicati con rivettatura; diametro dei tamburi (anteriori e posteriori) cm 23; larghezza dei tamburi (anteriori e posteriori) cm 5; superficie totale frenante cm² 1440 (effettiva delle guarnizioni cm² 900); serbatoio freni idraulici posto nel cofano motore, munito di pompa di pressione costante e tappo di introduzione olio (capacità litri 0,45); freno di stazionamento, a mano, meccanico ed agente sui tamburi delle ruote posteriori; la impugnatura del comando del freno a mano è posizionata sotto il cruscotto. |
| Sterzo                                                                                | sterzo a vite senza fine e settore elicoidale; timoneria asimmetrica; leva elastica di comando all'uscita della scatola guida, tirante alla ruota destra articolato su snodo sferico nella giunzione alla leva elastica e su boccola elastica alla ruota, tirante d'accoppiamento fra le ruote articolato su snodi sferici, (ingrassatori a pressione sugli snodi sferici); rapporto tra vite e ruota 4/51; la posizione di guida è a sinistra; volante in plastica nera a due razze (diametro cm 41) munito di avvisatore acustico a settore semicircolare inferiore; diametro di sterzata 10,50 m circa; giri volante per sterzata completa (da tutto a destra a tutto a sinistra) 3 giri e ¼; capacità olio scatola guida: litri 0,25 circa. |
| Ruote                                                                                 | a disco in lamiera stampata con sfinestrature (per favorire il raffreddamento dei freni) e balconata a profilo chiuso; cerchio 4.1/2 J x 15 a base allargata. |
| Pneumatici                                                                            | misure 155 x 15; pressione di gonfiaggio: Kg/cm² 1,50 anteriormente e Kg/cm² 1,60 posteriormente |
| Passo                                                                                 | cm 251,0. |
| Altezza minima da terra                                                               | cm 10,0 circa |
| Carreggiate anter-poster                                                              | cm 117,8 -cm 118,2. |
| Lunghezza x larghezza x altezza                                                       | vettura (coupé): cm 419,0 x cm 142,0 x cm 123,5. |
| Carrozzeria, arredamenti ed accessori                                                 | carrozzeria coupé 2 porte, a due posti più due di fortuna, disegnata e realizzata dalla carrozzeria Zagato; caratteristica della GTE la fanaleria anteriore, incassata e carenata sotto lunotti in plexiglas di grandi dimensioni; paraurti con rostri; portiere anteriori incernierate anteriormente (apertura controvento) sprovviste di deflettori para-aria; volante identico a quello montato sulle Appia di II serie, in plastica nera munito di avvisatore acustico a settore semicircolare inferiore (a richiesta, volante con corona in legno e tre razze in alluminio) sedili sedili anteriori a poltroncina, scorrevoli longitudinalmente e con schienali completamente reclinabili all'indietro ed abbassabili sino alla posizione orizzontale; a richiesta sono disponibili sedili di foggia particolarmente sportiva) ; divanetto posteriore capace di ospitare due passeggeri per brevi spostamenti (oppure due bambini); rivestimenti interni in finta pelle; pavimento ricoperto di moquette, con tappeti in gomma anteriormente;. vano motore sbloccaggio cofano dall'interno della vettura (leva sotto il cruscotto): il cofano si socchiude e richiede un successivo intervento per spostare una levetta di sicurezza, dopodiché un'asta di arresto lo mantiene sollevato (per richiudere: liberare l'asta di arresto spingendo verso l'alto il cofano e riabbassare chiudendo di colpo). bagagliaio nel bagagliaio trovano alloggiamento la ruota di scorta (verticale, su lato sinistro, fissata con vite a galletto) e la batteria;. comandi al volante leva per azionamento indicatori di direzione e per commutazione luci, avvisatore elettroacustico (tramite settore semicircolare inferiore). comandi a pedale freno, frizione ed acceleratore. comandi sotto al cruscotto leva per sbloccaggio cofano motore, leva freno a mano, starter, azzeratore contachilometri parziale, comando presa d'aria; comandi al cruscotto, interruttore a chiave per servizi, accensione e messa in moto, comando luci posizione e proiettori, comando tergicristallo, comando illuminazione strumentazione, , comando ventilatore, comando spruzzatore lavaparabrezza. strumentazione strumentazione a tre strumenti circolari non affiancati (quello centrale è posizionato più in alto per far posto al piantone dello sterzo): lo strumento di destra comprende: il tachimetro (da 20 a 160 km/orari - più una “tacca” corrispondente ai 170 km orari - con cifre ogni 20 km/h), il contachilometri progressivo e quello giornaliero azzerabile, la spia che segnala l'accensione delle luci di città e la spia per l'insufficiente tensione della dinamo; lo strumento centrale comprende soltanto il contagiri; lo strumento di sinistra comprende invece: l'indicatore del livello della benzina presente nel serbatoio con la spia per la riserva, il manometro della pressione dell'olio, il termometro della temperatura dell'acqua del motore e le due spie che segnalano l'inserimento degli indicatori di direzione destro e sinistro. accessori parabrezza a vetro curvo, con dispositivo per getto di aria calda all'interno per disappannamento o disgelo, funzionante con il riscaldatore; spruzzatore lavaparabrezza FISPA con pompa meccanica; lunotto a vetro curvo; illuminazione abitacolo automatica all'apertura della porta del guidatore; impianto di riscaldamento ed aerazione abitacolo; tergicristallo a doppia racchetta (con arresto del tergitore in posizione abbassata); specchietto retrovisore interno prismatico, a due posizioni (normale ed antiabbagliante); avvisatore elettroacustico con comando tramite settore semicircolare inferiore applicato al volante (nel caso di volante a tre razze, l'avvisatore elettroacustico si aziona mediante pulsante al centro del volante). gamma colori: azzurro Agnano, azzurro La Plata, bianco Saratoga, blu Lancia, grigio Arlington, grigio Cascine, grigio Epsom, grigio Montebello, rosso Arcoveggio, verde Agua Caliente, verde medio. |
| Peso a vuoto                                                                          | in ordine di marcia e con una ruota di scorta: Kg. 840 circa |
| Serbatoio carburante                                                                  | capacità litri 38, di cui 6 di riserva; indicatore livello sul quadro porta-apparecchi del cruscotto e lampada-spia riserva sul cruscotto; possibilità di incrementare la capacità del serbatoio fino a 75-80 litri.(di cui 8 di riserva). |
| Velocità massima                                                                      | la velocità massima varia in funzione del rapporto al ponte adottato, mentre quelle nelle varie marce variano a seconda dei rapporti al cambio montati; con il rapporto al ponte 10/41 la velocità massima è di km/h 150, mentre con il rapporto più "lungo" (10/39) è prossima ai 160 km orari; le velocità massime nelle marce inferiori sono le seguenti: a) con il rapporto 10/41= 37 km/h in I, 63 km/h in II, 98 km/h in III, 26 km/h in retromarcia; b) con rapporto 10/39= 39 km/h in I, 67 km/h in II, 105 km/h in III, 27 km/h in retromarcia. |
| Pendenze massime superabili                                                           | con il motore al regime di coppia massima (valori indicativi approssimativi stimati, con rapporto al ponte 10/41 "normale") : in prima marcia=32/33% circa; in II=18/18,5% circa; in III= 10,5/11% circa; in IV=6,5/6,7% circa; in retromarcia 44/45% circa. |
| Consumo                                                                               | carburante: calcolato secondo norme CUNA (in IV marcia, ad una velocità costante pari ai 2/3 della velocità massima, cioè, nella fattispecie, a circa 100 km/h) circa 7,7 litri ogni 100 km |
| Tassa di circolazione                                                                 | Potenza fiscale in Italia CV 13; bollo di circolazione: nel 1958=Lire 20.300 dal 1959 al 1962=Lire 20.700 dall'1-1-1963 al 31-12-1980=Lire 21.700 |
| Prezzo in Italia                                                                      | al debutto, nel dicembre 1958, Lire 1.800.000 |

### GTE terza serie
- - Periodo di produzione: dalla primavera/estate 1959 (dato indicativo) all'aprile 1962
  - tipo 812.01
    - tipo GTE (Gran Turismo Esportazione) coupé 2 porte, posti 2+2 di fortuna, carrozzato Zagato, con guida a sinistra;

  - Numerazione telaio:
    - tipo 812.01: tra un numero certamente superiore al 2756 ed un numero certamente inferiore al 5022
    - tipo 812.03: tra il numero 5022 ed il numero 5245

  - Motore: tipo 814.00
  - Numerazione motore:
    - tipo 814.00: compresa nei numeri dal 1001 in avanti

  - Unità prodotte: 
    - 368 (dato stimato)

  - Caratteristiche principali:
 motore : anteriore a 4 cilindri a V di 1089,51 cm³, potenza 54 HP a 5200 giri (dal maggio 1960=60 HP a 5400 giri), valvole in testa; carrozzeria : coupé 2 porte, 2 posti più 2 di fortuna, scocca-piattaforma portante, sospensione anteriore a ruote indipendenti, sospensione posteriore ad assale rigido;trasmissione con trazione alle ruote posteriori, cambio a 4 rapporti+retromarcia;dimensioni e peso: passo cm 251 - lunghezza cm 419,0 - larghezza cm 142,0 - peso in ordine di marcia Kg 840 circa;velocità max: Km/h 150 circa (con rapporto al ponte 10/41) oppure Km/h 160 circa (con rapporto al ponte 10/39); dal maggio 1960 velocità massima "oltre 150 km orari" con rapporto 11/46 e "oltre 160 km orari" con rapporto 10/39.

Nel corso del 1959, qualche mese dopo l'uscita della terza serie berlina, anche il modello GTE subisce alcuni mutamenti, tra cui un quasi impercettibile incremento della potenza (da 53 a 54 HP) e di altri piccoli aggiornamenti tecnici.
Questo l'elenco dettagliato delle differenze tra la GTE costruita tra la fine del 1958 ed il primo semestre 1959 (e derivata dall'Appia seconda serie) e quella prodotta a partire dall'estate 1959 (il dato temporale è approssimativo), qualche mese modo il lancio della III serie berlina:
1. modifiche alla testata motore;
2. lieve incremento della potenza (54 HP anziché 53 HP, sempre a 5200 giri/minuto);
3. lieve incremento della coppia motrice massima (8,9 kgm anziché 8,8 kgm, sempre a 3500 giri/minuto);
4. modifiche alla distribuzione, con nuovi dati per messa in fase;
5. qualche lieve modifica all'impianto di raffreddamento;
6. qualche lieve modifica all'impianto di alimentazione;
7. nuova bobina (Marelli BE 200 L anziché B 17 L);
8. nuovo distributore d'accensione (Marelli S 69 L anziché S 69 D);
9. accensione: l'anticipo automatico, sempre con inizio a 1250 giri, è a 24º (anziché a 28º);
10. batteria da 42 Ah (anziché da 40 Ah);
11. lievissimo incremento nella quantità di olio contenuto nella scatola del cambio (da litri 1,45 a litri 1,50);
12. lievissimo incremento nella quantità di olio contenuto nella scatola del gruppo differenziale (da litri 1,65 a litri 1,66);
13. impianto frenante migliorato grazie ai nuovi tamburi anteriori doppio-avvolgenti;

La GTE subisce, nei suoi quattro anni scarsi di vita, le modifiche meccaniche proprie di tutte le Appia sportive.
Nel corso del'60 viene adottato il doppio circuito frenante.
Nella primavera del '60 (dal numero motore 3701) importanti aggiornamenti tecnici: una nuova testata, un nuovo collettore con condotti di alimentazione separati, un nuovo carburatore e variazioni alla distribuzione ne incrementano la potenza, che arriva così a 60 CV.
Questo il dettaglio delle modifiche tecniche apportate a partire dal numero di motore 3701 (maggio 1960):
1. modifiche alla testata, con nuovo collettore avente condotti di alimentazione separati;
2. rapporto di compressione incrementato (8,80:1 anziché 8,00:1);
3. incremento della potenza max (60 HP a 5400 giri/minuto anziché 54 HP a 5200 giri/minuto);
4. diminuzione della coppia motrice massima (Kgm 8,7 a 4400 giri/minuto anziché Kgm 8,9 a 3500 giri/minuto);
5. diversi valori della messa in fase della distribuzione;
6. adozione di un nuovo carburatore (Weber 36 DCD 5 anziché 36 DCLD 3) con diverse regolazioni;
7. nuova bobina (Marelli B 200 A anziché BE 200 L);
8. rapporto al ponte "normale" lievemente più "corto" (11/46=4,182:1 anziché 11/45=4,091:1);
9. lievi incrementi delle velocità massime (con rapporto al ponte "lungo", da 160 ad oltre 160 km orari)

Per quanto riguarda la carrozzeria gli aggiornamenti sono di lieve entità (fari, ripetitori laterali, maniglie delle porte) anche se  è praticamente impossibile definire esattamente queste variazioni dal momento che gli allestimenti sono spesso dissimili, per cui alcuni esemplari montano paraurti senza rostri, altri non hanno i vetri in plexiglas, altri montano il volante a tre razze con corona in legno (in luogo di quello nero dell'Appia berlina) e via di questo passo. Certo è che a partire dalla vettura con telaio 812.01 numero 3816 (prodotta probabilmente nel luglio 1960) le GTE presentano i fari posizionati a filo di mascherina (come sarà sulla Sport a passo corto), in posizione meno "incassata" (la parte superiore del parafango anteriore, conseguentemente, si prolunga di qualche centimetro) e non hanno più le caratteristiche cupoline in plexiglas ai fari anteriori: sembra anche che la scomparsa delle cupoline in plexiglas sia da mettere in relazione con le norme imposte dal nuovo Codice della Strada entrato in vigore nel 1960. Un'altra modifica che interessa le ultime GTE riguarda le maniglie esterne delle porte, che diventano di tipo tradizionale (ovvero con impugnatura fissa e pulsante per apertura).
Un'altra variazione - apportata quasi certamente nel corso del 1961 - è nella misura dei cerchi delle ruote, che passano dai precedenti 15" a 14". Da segnalare infine che dal giugno del 1961 le GTE vengono contraddistinte dalla sigla 812.03 e subiscono un irrobustimento d'assieme del pianale; la prima GTE siglata 812.03 reca il numero 5022.
Ultima necessaria precisazione: poiché molti acquirenti di Appia GTE Zagato intendevano utilizzare la vettura in competizione, è evidente che le caratteristiche indicate - che si riferiscono ad esemplari di serie - potevano variare anche sensibilmente, in particolare per potenza e coppia del motore, equipaggiamenti, pesi e prestazioni.
| Caratteristiche tecniche Lancia Appia coupé Zagato GTE derivata dalla terza serie | |
| Motore                                                                            | tipo "814.00; anteriore, longitudinale, monoblocco; basamento motore e coppa in duralluminio fortemente alettati; canne cilindri, riportate, in ghisa speciale; pistoni in lega d'alluminio con 3 segmenti (1 raschiaolio e 2 di tenuta); testa cilindri in lega leggera (duralluminio) con sedi valvole riportate; camere di scoppio emisferiche; albero motore (molto corto, contrappesato e bilanciato staticamente e dinamicamente) ruotante su 2 supporti; bielle in acciaio speciale con cappello a taglio obliquo per facilitare il montaggio, con boccole per perno stantuffo sostituibili; cuscinetti di banco in acciaio con antifrizione in metalrosa; cuscinetti di biella a guscio sottile; peso del motore a secco (senza acqua e senza olio) Kg. 100 circa; il peso completo del gruppo motore-frizione-cambio, a secco, è di circa Kg 130. |
| Numero e posizione cilindri                                                       | 4 cilindri a V (10º 14'). |
| Cilindrata                                                                        | cmc 1089,51 (alesaggio mm 68,00 - corsa mm 75,00). |
| Distribuzione                                                                     | due alberi a camme laterali (uno per l'aspirazione, l'altro per lo scarico) nel basamento mossi da una catena con tenditore idraulico brevettato (la catena è mantenuta in tensione da un pignone il cui supporto, scorrevole, è caricato dalla pressione esistente nei condotti di lubrificazione del motore); valvole in testa (due per cilindro), a “V”, inclinate di 67º tra di loro, azionate da puntalini e bilancieri; messa in fase della distribuzione: 1º: per le vetture con numero di motore sino al 3700 (maggio 1960 circa)= i dati sono i seguenti: a) aspirazione: inizio apertura 15º prima del P.M.S. (Punto Morto Superiore), fine chiusura 52º dopo il P.M.I. (Punto Morto Inferiore): b) scarico: inizio apertura: 52º prima del P.M.I., fine chiusura: 15º dopo il P.M.S.; 2º: per le vetture con numero di motore a partire dal 3701= i dati sono invece questi: a) aspirazione: inizio apertura 20º prima del P.M.S. (Punto Morto Superiore), fine chiusura 58º dopo il P.M.I. (Punto Morto Inferiore): b) scarico: inizio apertura: 63º prima del P.M.I., fine chiusura: 15º dopo il P.M.S; gioco tra valvole e bilancieri, con motore freddo, mm 0,8. |
| Rapporto di compressione                                                          | 1º: per le vetture con numero di motore sino al 3700 (maggio 1960 circa)=8,00:1; 2º: per le vetture con numero di motore a partire dal 3701=8,80:1 |
| Potenza max                                                                       | 1º: per le vetture con numero di motore sino al 3700 (maggio 1960 circa) 54 HP a 5200 giri/minuto; 2º: per le vetture con numero di motore a partire dal 3701 = 60 HP a 5400 giri/minuto. |
| Coppia massima                                                                    | 1º: per le vetture con numero di motore sino al 3700 (maggio 1960 circa) Kgm 8,90 a 3500 giri/minuto; 2º: per le vetture con numero di motore a partire dal 3701 = Kgm 8,70 a 4400 giri/minuto. |
| Lubrificazione                                                                    | forzata, con pompa ad ingranaggi fissata al lato destro del basamento (con presa annegata nella coppa) e comandata dall'albero motore da una coppia elicoidale; valvola regolatrice della pressione, posta sul lato destro del basamento; filtro Carello tipo FRAM (filtro FHM 804-LAN1, a “filtraggio totale”, con cartuccia filtrante FRAM CH 992 OL) sul lato destro del motore e filtro a rete nella succheruola; gradazioni SAE (tutte le stagioni) : 10-20-30 multigrado; pressione d'esercizio Kg/cm² 2,5; il manometro sul quadro apparecchi deve sorpassare l'indicazione “25” con vettura a 100 km/h in quarta velocità; capacità circuito olio motore (inclusi filtri e tubazioni) lt 3,8. |
| Raffreddamento                                                                    | ad acqua, a circolazione forzata con pompa centrifuga (coassiale con il ventilatore), radiatore a tubetti verticali e lamelle, ventilatore ausiliario (a 2 pale) fuso in lega leggera, comandato da una cinghia trapezoidale (registrabile facendo ruotare la dinamo); l'impianto è regolato da due termostati, uno all'uscita acqua dalla testa motore e l'altro che comanda la persiana regolatrice, posta davanti al radiatore, che si apre quando la temperatura dell'acqua sorpassa un determinato valore); capacità circuito (radiatore e motore) litri 6,0. |
| Accensione                                                                        | a spinterogeno; bobina Marelli BE 200 L (dal motore n. 3701, cioè dal maggio 1960 circa, bobina Marelli B 200 A); distributore d'accensione Marelli S69 L (anticipo fisso 8º, anticipo automatico 24º con inizio a 1250 giri/minuto); ordine d'accensione: 1-3-4-2; candele (posizionate verticalmente), tipo AC 45XL oppure Champion N5 da mm 14 x 1,25; dall'ottobre del 1961 ven gono montate le candele Marelli CW 225 L, sempre da mm 14 x 1,25; apertura punta candele mm 0,5-0,6; apertura contatti distributore mm 0,42-0,48. |
| Alimentazione                                                                     | 1º: per le vetture con numero di motore sino al 3700 (maggio 1960 circa)= carburatore Weber verticale doppio corpo invertito 36 DCLD 3 munito di dispositivo d'avviamento (starter) comandato con leva sotto il cruscotto; dati di regolazione del carburatore: diametro del condotto mm 36, diffusore mm 0,22, getto principale mm 1,15, getto del minimo 0,50, getto freno aria mm 2,30, getto dispositivo d'avviamento mm 1,30; pompa meccanica FISPA (a vuoto a membrana) situata sul lato destro del motore ed azionata da un eccentrico comandato da un albero a camme (quello che comanda le valvole di aspirazione); filtri combustibile: nel serbatoio, nella pompa di mandata, nell'entrata del carburatore; 2º: per le vetture con numero di motore a partire dal 3701=carburatore Weber verticale invertito 36 DCD 5 munito di dispositivo d'avviamento (starter) comandato con leva sotto il cruscotto; dati di regolazione del carburatore: diametro del condotto mm 36, diffusore mm 0,22, getto principale mm 1,10, getto del minimo mm 0,50, freno aria mm 2,20; ; pompa meccanica FISPA (a vuoto a membrana) situata sul lato destro del motore ed azionata da un eccentrico comandato da un albero a camme (quello che comanda le valvole di aspirazione); filtri combustibile: nel serbatoio, nella pompa di mandata, nell'entrata del carburatore. |
| Impianto elettrico                                                                | a 12 Volt - batteria da 42 Ah; dimensioni della batteria: cm 23 x 17 x 20,5 - dinamo da 250 Watt (Marelli DN44B) regolatore Marelli IR 32 A; motorino di avviamento elettrico Marelli MT 40 A (12 V), della potenza di 0,515 Kw, posto sul lato sinistro del motore ed ingranante con la corona esterna del volano; fanaleria (sino all'inizio del 1960; i dati sono stimati) : a) lampade luci anteriori di posizione e direzione 12 V-3/20 W; b) lampade luci abbaglianti ed anabbaglianti 12 V-45/40 W; c) luci posteriori di posizione e segnalatore di arresto 12 V-3/20 W; d) luci posteriori di direzione: 12 V-20 W; e) illuminazione targa: lampade 12 V-5 W; f) illuminazione quadro apparecchi, spia riserva carburante e spie indicatori di direzione: lampade 12 V-2,5 W; g) illuminazione interna vettura: lampade 12 V-5 W; da notare che dal 1960, in ossequio alle nuove norme del Codice della Strada Italiano, vengono modificate alcune fanalerie: questi dunque i nuovi dati: a) luci di posizione anteriori 12 V-5/20 W; b) lampade luci abbaglianti ed anabbaglianti 12 V-45/40 W; c) luci posteriori di posizione e di arresto 12 V-5/20 W; d) illuminazione targa: lampade 12 V-5 W; e) illuminazione quadro apparecchi, spia riserva carburante e spie indicatori di direzione: lampade 12 V-2,5 W; f) spia luci di posizione: 24 V/3 W; g) illuminazione interna vettura: lampade 12 V-5 W; h) segnalatori di direzione anteriori 12 V-5/20 W; i) segnalatori di direzione laterali 12 V-5 W; j) segnalatori di direzione posteriori 12 V-20 W |
| Trasmissione                                                                      | trazione sulle ruote posteriori; gruppo motore-frizione-cambio posizionato anteriormente e trasmissione al retrotreno mediante albero tubolare unico con due giunti elastici in gomma alle estremità. |
| Frizione                                                                          | frizione monodisco a secco con mozzo elastico; diametro esterno cm 16,5; diametro interno cm 11,4; superficie di attrito cm² 224 (112x2); carico sui dischi Kg 236; corsa a vuoto del pedale mm 15; regolazione mediante tirante posto fra le leve sulla pedaliera e sulla scatola del cambio. |
| Cambio                                                                            | cambio in blocco con motore e frizione a 4 rapporti + retromarcia; albero secondario ed ingranaggi sempre in presa; quarta in “presa diretta”; II, III e IV marcia sincronizzate; rapporti: I=4,098:1; II=2,382:1; III=1,526:1; IV=1:1; RM=5,854:1 (5,212:1 secondo alcune fonti) ; a richiesta, possono essere montati rapporti diversi (più "lunghi") e precisamente: I=3,649:1; II=2,121:1; III=1,358:1; IV=1:1; RM=5,854:1 (5,212:1 secondo alcune fonti); leva di comando a leva centrale (cloche) ; capacità olio della scatola del cambio: litri 1,50. |
| Rapporto al ponte                                                                 | rapporto finale di riduzione, con coppia conica Hypoid: 1º: per le vetture con numero di motore sino al 3700 (maggio 1960 circa)= 11/45 (4,091:1): secondo alcune fonti, il rapporto sarebbe 10/41 (4,100:1); 2º: per le vetture con numero di motore a partire dal 3701=11/46 (4,182:1); successivamente (probabilmente dal 1961) a seguito del montaggio di cerchi e gomme da 14" (anziché da 15") il rapporto al ponte montato normalmente diventa il 10/39 (3,900:1) soprattutto in funzione dell'eventuale partecipazione alle competizioni, è possibile montare molti altri rapporti; questa la gamma completa dei rapporti disponibili: 9/41 (4,556:1); 10/43 (4,300:1); 9/38 (4,222:1); 11/46 (4,182:1); 10/41 (4,100;1); 11/45 (4,091:1); 10/39 (3,900:1); ponte rigido in lamiera d'acciaio stampata da 20/10 di millimetro ancorato alla scocca mediante le balestre della sospensione; scatola differenziale fusa in lega leggera; capacità olio gruppo differenziale: litri 1,66 |
| Scocca                                                                            | scocca a struttura portante in lamiera d'acciaio; pianale a scheletro resistente in lamiera d'acciaio scatolata; dal giugno del 1961 le GTE - che vengono contraddistinte dalla sigla 812.03 - subiscono un irrobustimento d'assieme del pianale; la prima GTE siglata 812.03 reca il numero 5022. |
| Sospensioni ant.                                                                  | a ruote indipendenti, con elementi telescopici a scorrimento verticale, molle ad elica cilindriche ed ammortizzatori idraulici interni alle molle (regolabili tramite manette posizionate sulle sommità delle sospensioni; dati regolazione: avvitare la manetta di registro, quindi disserrare di 0,5/1,5 giri in estate e di 1,5/2,5 giri in inverno); serbatoio di alimentazione: sotto il cofano motore, sulla sinistra, munito di due pomelli per l'alimentazione indipendente delle due sospensioni (pomello posteriore per la sospensione sinistra e pomello anteriore per la sospensione destra) e di un tappo con asticina di livello per il riempimento; assale anteriore a trave rigida stampata a doppia T; dati assale anteriore (trave rigida a doppia T) ; -a) inclinazione asse fuso a snodo 1º -b) inclinazione ruote (camber) 1º -c) incidenza:0º -d) convergenza: mm 4-6 (misurata sul cerchio delle ruote). |
| Sospensioni post.                                                                 | ad assale rigido, con molle a balestre semiellittiche asimmetriche (non richiedenti lubrificazione) montate a cerniera nella parte anteriore e su biellette in quella posteriore; tra le foglie delle balestre sono posti inserti in politene (con funzione di antiscricchiolanti); ammortizzatori idraulici telescopici SABIF (successivamente tipo LANCIA) verticali a liquido (liquido da utilizzare: Pegasus Mobilfluid 62 oppure “Llying A Shock Absorber”). |
| Impianto frenante                                                                 | freni d'esercizio a pedale, idraulici agenti sulle 4 ruote, con ceppi avvolgenti (ceppi doppi-avvolgenti sulle ruote anteriori) ; tamburi anteriori alettati in lega d'alluminio con anello (fascia interna) riportato in ghisa; tamburi posteriori in ghisa; guarnizioni frenanti Ferodo MZ41 applicati con rivettatura; diametro dei tamburi (anteriori e posteriori) cm 23; larghezza dei tamburi (anteriori e posteriori) cm 5; superficie totale frenante cm² 1440 (effettiva delle guarnizioni cm² 900); serbatoio freni idraulici posto nel cofano motore, munito di pompa di pressione costante e tappo di introduzione olio (capacità litri 0,45- olio SABIF 72-SAE 70 RI;); freno di stazionamento, a mano, meccanico ed agente sui tamburi delle ruote posteriori; la impugnatura del comando del freno a mano è posizionata sotto il cruscotto. A partire dal 1960 (non sono disponibili elementi più precisi per definire con certezza la data d'inizio della modifica) viene adottato il circuito frenante sdoppiato tipo “Duplex” che consiste in due circuiti idraulici indipendenti (con doppia tubazione dal serbatoio alla pompa) agenti l'uno sulle ruote anteriori e l'altro su quelle posteriori: in questo modo, anche in caso di guasto ad un circuito, viene garantita una sufficiente frenatura della vettura. |
| Sterzo                                                                            | sterzo a vite senza fine e settore elicoidale; timoneria asimmetrica; leva elastica di comando all'uscita della scatola guida, tirante alla ruota destra articolato su snodo sferico nella giunzione alla leva elastica e su boccola elastica alla ruota, tirante d'accoppiamento fra le ruote articolato su snodi sferici, (ingrassatori a pressione sugli snodi sferici); rapporto tra vite e ruota 4/51; la posizione di guida è a sinistra (non risulta prevista la possibilità di ottenere la guida a destra); volante in plastica nera a due razze (diametro 41 cm) munito di avvisatore acustico a settore semicircolare inferiore; diametro di sterzata 10,50 m circa; giri volante per sterzata completa (da tutto a destra a tutto a sinistra) 3 giri e ¼; capacità olio scatola guida: litri 0,25 circa. |
| Ruote                                                                             | a disco in lamiera stampata; cerchio 4.1/2 J x 15 a base allargata; a partire probabilmente dal 1961 (non sono disponibili elementi più precisi per definire con certezza la data d'inizio della variazione) vengono montati cerchi da 14"; da notare che, specie per l'eventuale impiego agonistico, su tutte le GTE possono comunque essere montati cerchi da 15". |
| Pneumatici                                                                        | misure 155 x 15; a partire probabilmente dal 1961 (non sono disponibili elementi più precisi per definire con certezza la data d'inizio della variazione) misure 155 x 14; da notare che, specie per l'eventuale impiego agonistico, su tutte le GTE possono comunque essere montate gomme da 15"; pressioni gonfiaggio: anteriormente 1,50 kg/cm² - posteriormente 1,60 kg/cm². |
| Passo                                                                             | cm 251,0. |
| Altezza minima da terra                                                           | cm 10,0 (circa). |
| Carreggiate anter-poster                                                          | carreggiata anteriore: cm 117,8; a partire probabilmente dal 1961 (non sono disponibili elementi più precisi per definire con certezza la data d'inizio della variazione), la carreggiata anteriore - quasi certamente in concomitanza con l'adozione di cerchi ruota da 14" - passa a cm 118,0; carreggiata posteriore cm 118,2. |
| Lunghezza x larghezza x altezza                                                   | vettura (coupé) cm 419,0 (con paraurti con rostri) x cm 142,0 x cm 123,5 (con vettura scarica). |
| Carrozzeria, arredamenti ed accessori                                             | carrozzeria coupé 2 porte, a due posti più due di fortuna, disegnata e realizzata dalla carrozzeria Zagato; caratteristica delle prime GTE la fanaleria anteriore, incassata e carenata sotto lunotti in plexiglas di grandi dimensioni: questa caratteristica scompare a partire dalla vettura con telaio 812.01 numero 3816 (prodotta probabilmente nel luglio 1960) allorquando i fari perdono le caratteristiche cupoline in plexiglas e vengono posizionati a filo di mascherina, in posizione meno "incassata" (la parte superiore del parafango anteriore, conseguentemente, si prolunga di qualche centimetro); sembra anche che la scomparsa delle cupoline sia da mettere in relazione con le norme imposte dal nuovo Codice della Strada entrato in vigore nel 1960; portiere anteriori incernierate anteriormente (apertura controvento) sprovviste di deflettori para-aria; porte munite di vetri discendenti; negli ultimi esemplari - probabilmente dal 1961 - le maniglie esterne delle porte vengono modificate (le maniglie diventano di tipo tradizionale, ovvero con impugnatura fissa e pulsante per apertura); volante identico a quello montato sulle Appia di II e III serie, in plastica nera munito di avvisatore acustico a settore semicircolare inferiore (a richiesta, volante con corona in legno e tre razze in alluminio); ripetitori lampeggiatori direzionali, laterali, montati a partire dal 1960 (per nuova normativa Codice della Strada); sedili sedili anteriori a poltroncina, scorrevoli longitudinalmente e con schienale regolabile; divanetto posteriore capace di ospitare due passeggeri per brevi spostamenti (oppure due bambini). vano motore sbloccaggio cofano dall'interno della vettura (leva sotto il cruscotto): il cofano si socchiude e richiede un successivo intervento per spostare una levetta di sicurezza, dopodiché un'asta di arresto lo mantiene sollevato (per richiudere: liberare l'asta di arresto spingendo verso l'alto il cofano e riabbassare chiudendo di colpo). bagagliaio nel bagagliaio trovano alloggiamento la ruota di scorta (verticale, su lato sinistro, fissata con vite a galletto) e la batteria. comandi al volante leva per azionamento indicatori di direzione e per commutazione luci, avvisatore elettroacustico (tramite settore semicircolare inferiore). comandi a pedale freno, frizione ed acceleratorecomandi sotto al cruscotto leva per sbloccaggio cofano motore, leva freno a mano, starter, azzeratore contachilometri parziale, comando presa d'aria; comandi al cruscotto, interruttore a chiave per servizi, accensione e messa in moto, comando luci posizione e proiettori, comando tergicristallo, comando illuminazione strumentazione, comando ventilatore, comando spruzzatore lavaparabrezza. strumentazione : strumentazione a tre strumenti circolari non affiancati (quello centrale è posizionato più in alto per far posto al piantone dello sterzo): lo strumento di destra comprende: il tachimetro (da 20 a 160 km/orari - più una “tacca” corrispondente ai 170 km orari - con cifre ogni 20 km/h), il contachilometri progressivo e quello giornaliero azzerabile, la spia che segnala l'accensione delle luci di città e la spia per l'insufficiente tensione della dinamo; lo strumento centrale comprende soltanto il contagiri; lo strumento di sinistra comprende invece: l'indicatore del livello della benzina presente nel serbatoio con la spia per la riserva, il manometro della pressione dell'olio, il termometro della temperatura dell'acqua del motore e le due spie che segnalano l'inserimento degli indicatori di direzione destro e sinistro; accessori parabrezza a vetro curvo, con dispositivo per getto di aria calda all'interno per disappannamento o disgelo, funzionante con il riscaldatore; spruzzatore lavaparabrezza FISPA con pompa meccanica; lunotto a vetro curvo; illuminazione abitacolo automatica all'apertura della porta del guidatore; impianto di riscaldamento ed aerazione abitacolo; tergicristallo a doppia racchetta (con arresto del tergitore in posizione abbassata); specchietto retrovisore interno prismatico, a due posizioni (normale ed antiabbagliante); avvisatore elettroacustico con comando tramite settore semicircolare inferiore applicato al volante (nel caso di volante a tre razze, l'avvisatore elettroacustico si aziona mediante pulsante al centro del volante). gamma colori: azzurro Agnano, azzurro La Plata, bianco Saratoga, blu Lancia, grigio Arlington, grigio Cascine, grigio Epsom, grigio Montebello, rosso Arcoveggio, verde Agua Caliente, verde medio. |
| Peso a vuoto                                                                      | in ordine di marcia e con una ruota di scorta, Kg 840 circa |
| Serbatoio carburante                                                              | capacità litri 38, di cui 6 di riserva; indicatore livello sul quadro porta-apparecchi del cruscotto e lampada-spia riserva sul cruscotto. |
| Velocità massima                                                                  | la velocità massima varia in funzione del rapporto al ponte adottato, mentre quelle nelle varie marce variano a seconda dei rapporti al cambio montati; 1º: per le vetture con numero di motore sino al 3700 (maggio 1960 circa): con il normale rapporto al ponte 10/41 (oppure 11/45) la velocità massima è di km/h 150, mentre con il rapporto più "lungo" (10/39) è di 160 km orari;con i rapporti al cambio di serie, le velocità massime nelle marce inferiori sono, con rapporto al ponte normale oppure lungo, rispettivamente I=37/38; II=63/66; III=99/103; retromarcia=25/27 2º per le vetture con numero di motore a partire dal 3701 la velocità massima aumenta lievemente e passa ad "oltre 150 km/orari" con il rapporto al ponte più corto (11/46) , mentre supera i 160 km all'ora con il rapporto più "lungo" (10/39); le velocità massime nelle marce inferiori sono quelle indicate per le vetture con motore sino al 3700, salvo incrementi di entità non significativa. |
| Pendenze massime superabili                                                       | con il motore al regime di coppia massima: in prima marcia=32/33% circa; in II=18/18,5% circa; in III= 10,5/11% circa; in IV=6,5/6,7% circa; in retromarcia 44/45% circa. |
| Consumo                                                                           | calcolato secondo norme CUNA (in IV marcia, ad una velocità costante pari ai 2/3 della velocità massima, cioè, nella fattispecie, a circa 100–105 km/h) circa 7,7 litri ogni 100 km |
| Tassa di circolazione                                                             | Potenza fiscale in Italia CV 13; bollo di circolazione: dal 1959 al 1962=Lire 20.700 dall'1-1-1963 al 31-12-1980=Lire 21.700 |
| Prezzo in Italia                                                                  | nel 1959: Lire 1.800.000 (prezzo di listino, escluse: IGE, trasporto, collaudo, immatricolazione) nel febbraio 1961, il prezzo scende a Lire 1.751.000; nel gennaio 1962, il prezzo scende ancora lievemente (Lire 1.740.000) e tale rimane sino al settembre 1962, dopodiché sparisce dal listino; |
| Prezzo in Svizzera                                                                | dal 1959 al 1961: Franchi Svizzeri 17.500 |

## Appia Sport
- - Periodo di produzione: dal marzo 1961 al gennaio 1963
  - tipo 812.05
    - tipo Sport coupé 2 porte, posti 2+2 di fortuna, carrozzato Zagato, con guida a sinistra, disponibile anche in versione "competizione";

  - Numerazione telaio:
    - tipo 812.05: da 1001 a 1200

  - Motore: tipo 814.00
  - Numerazione motore:
    - tipo 814.00: compresa nei numeri sicuramente superiori al 4500

  - Unità prodotte: 
    - 200

  - Caratteristiche principali:
 motore : anteriore a 4 cilindri a V di 1089,51 cm³, potenza 60 HP a 5400 giri (versione normale) e 75-80 HP a 6500 giri (dato stimato, versione "competizione"), valvole in testa; carrozzeria : coupé 2 porte, 2 posti più 2 di fortuna, scocca-piattaforma portante, sospensione anteriore a ruote indipendenti, sospensione posteriore ad assale rigido;trasmissione con trazione alle ruote posteriori,  cambio a 4 rapporti + retromarcia; dimensioni e peso:  passo cm 235 - lunghezza cm 399,0 (con paraurti) - larghezza cm 149,0 - peso in ordine di marcia Kg 820 circa (versione "normale") e Kg 770 circa (versione "competizione");velocità max: oltre Km/h 160 (versione "normale") e circa 190 km/h la versione "competizione" (con rapporto al ponte "lungo" e cerchi e gomme da 15").

L'ultima evoluzione dell'Appia Zagato reca la data del marzo 1961 quando al Salone dell'automobile di Ginevra vede la luce la "Sport" con passo accorciato e con conseguente modifica della linea, ora più rastremata: naturalmente anche il peso diminuisce leggermente (20 kg in meno). 
La linea di questa nuova (ed ultima) versione sportiva dell'Appia è attribuita ad Ercole Spada, giovane designer assunto in Zagato nel marzo del 1960, destinato ad un luminoso avvenire (sue saranno, solo per fare due esempi, le Alfa Romeo Giulia della serie TZ e le Lancia Flaminia Supersport).
Tra le "novità" che appaiono su questa versione, da citare le maniglie esterne delle porte, che non sono più ad incasso (a bacchetta) ma del tipo con impugnatura fissa e pulsante per l'apertura.
La "Sport" a passo corto (versione "normale") differisce dalla GTE-terza serie (modello 1961) nei dati seguenti:
1. diametro di sterzata metri 9,90 (anziché 10,50);
2. pressioni di gonfiaggio inferiori (1,30 kg/cm² anteriormente e 1,50 kg/cm² posteriormente, contro 1,50 e 1,60);
3. passo cm 235,0 (anziché 251,0)
4. lunghezza massima (con paraurti) cm 399,0 (anziché 419,0)
5. larghezza massima vettura cm 149,0 (anziché cm 142,0)
6. altezza massima, a vettura scarica, cm 123,0 (anziché 123,5)
7. peso a vuoto, in ordine di marcia, Kg 820 (anziché 840)
8. diminuzione consumo (norme CUNA): litri 7,1 ogni 100 km anziché litri 7,7 ogni 100 km;
9. prezzo di vendita in Italia, lievemente superiore.

L'Appia "Sport" sarà costruita sino a tutto gennaio 1963 (e venduta sino alla primavera)  ma calcherà la scena sportiva, facendosi onore, ancora due anni.
A proposito di attività agonistica, rimane da segnalare che di questa "Appia Sport" viene realizzata - per iniziativa della stessa Lancia - anche una vera e propria versione "competizione", debitamente potenziata (grazie anche a modifiche all'alimentazione) ed alleggerita (quasi mezzo quintale in meno): questa vettura, quando dotata del rapporto al ponte più "lungo" disponibile (il 10/39) e munita di cerchi e gomme da 15" (contro i 14" delle Sport normali), arriva a toccare i 190 km orari. La mancanza di una documentazione adeguata, rende arduo il compito di definire il valore della potenza massima erogata dal motore di questa versione: la si può stimare attorno ai 75-80 HP, mentre il regime di rotazione massimo è a sua volta collocabile attorno ai 6500 giri al minuto.
Costruita certamente in pochi esemplari, l'Appia Sport competizione monta anche una strumentazione modificata adeguatamente, con contagiri avente fondo scala a 7000 giri (anziché 5500) e tachimetro sino a 200 km orari (anziché 160).
Queste le principali differenze tra la versione "competizione" e la versione "normale" dell'Appia Sport Zagato a passo corto:
1. diagrammi eventualmente diversi per la messa in fase della distribuzione;
2. rapporto di compressione più elevato (dato non disponibile);
3. potenza aggirantesi attorno a 75-80 HP a 6500 giri/motore, contro 60HP a 5400 giri/minuto;
4. diversi valori di coppia (dato non disponibile);
5. coppa olio motore di maggiore capacità (litri 4,5 anziché 3);
6. carburatore orizzontale doppio corpo Weber 38 DCO-E-2 (diametro del condotto mm 38) oppure 40 DCO-E-2 (diametro del condotto mm 40), anziché il carburatore verticale doppio corpo Weber 36 DCD 5 (diametro del condotto mm 36);
7. possibilità di montaggio pompa benzina elettrica (anziché pompa meccanica);
8. possibilità serbatoio carburante con capacità  maggiorata  (80 litri di capacità contro 38):in tal caso,  la ruota di scorta sistemata nel vano bagagli è alloggiata in posizione orizzontale e non esiste spazio per bagagli (che devono essere sistemati all'interno dell'abitacolo, utilizzando il vano alle spalle dei sedili anteriori);
9. strumentazione: la scala tachimetro arriva a 200 km orari (anziché a 160) e quella del contagiri a 7000 giri (anziché a 5500);
10. possibilità di montare - alle finestrature laterali ed al lunotto - plexiglas anziché vetro;
11. possibilità di evitare il montaggio dei paraurti e delle relative staffe;
12. peso in ordine di marcia, Kg 770 circa (dato indicativo) anziché Kg 820 circa.
13. velocità massima variabile in funzione dei rapporti al ponte e dei cerchi adottati, ma comunque sino ad un massimo di 190 km.orari circa (contro 160 km orari circa).
14. prezzo maggiore (dato non disponibile)

| Caratteristiche tecniche Lancia Appia coupé Zagato Sport (passo corto) versione "normale" e versione "competizione" | |
| Motore | tipo "814.00; anteriore, longitudinale, monoblocco; basamento motore e coppa in duralluminio fortemente alettati; canne cilindri, riportate, in ghisa speciale; pistoni in lega d'alluminio con 3 segmenti (1 raschiaolio e 2 di tenuta); testa cilindri in lega leggera (duralluminio) con sedi valvole riportate; camere di scoppio emisferiche; albero motore (molto corto, contrappesato e bilanciato staticamente e dinamicamente) ruotante su 2 supporti; bielle in acciaio speciale con cappello a taglio obliquo per facilitare il montaggio, con boccole per perno stantuffo sostituibili; cuscinetti di banco in acciaio con antifrizione in metalrosa; cuscinetti di biella a guscio sottile; peso del motore a secco (senza acqua e senza olio) Kg. 100 circa; il peso completo del gruppo motore-frizione-cambio, a secco, è di circa Kg 130. |
| Numero e posizione cilindri                                                                                         | 4 cilindri a V (10º 14'). |
| Cilindrata | cmc 1089,51 (alesaggio mm 68,00 - corsa mm 75,00); per la partecipazione alle competizioni, è possibile incrementare il valore dell'alesaggio fino al limite massimo di mm. 69,4 (cilindrata corrispondente: cmc 1134,83) |
| Distribuzione | due alberi a camme laterali (uno per l'aspirazione, l'altro per lo scarico) nel basamento mossi da una catena con tenditore idraulico brevettato (la catena è mantenuta in tensione da un pignone il cui supporto, scorrevole, è caricato dalla pressione esistente nei condotti di lubrificazione del motore); valvole in testa (due per cilindro), a “V”, inclinate di 67º tra di loro, azionate da puntalini e bilancieri; messa in fase della distribuzione: a) aspirazione: inizio apertura 20º prima del P.M.S. (Punto Morto Superiore), fine chiusura 58º dopo il P.M.I. (Punto Morto Inferiore): b) scarico: inizio apertura: 63º prima del P.M.I., fine chiusura: 15º dopo il P.M.S; gioco tra valvole e bilancieri, con motore freddo, mm 0,8; le versioni "competizione" possono adottare diagrammi diversi per la messa in fase della distribuzione. |
| Rapporto di compressione                                                                                            | 1.) versione "normale" 8,80:1 2.) la versione "competizione" ha certamente un rapporto più elevato, ma il dato non è disponibile. |
| Potenza max | 1.) versione "normale" 60 HP a 5400 giri/minuto 2.) la versione "competizione" raggiunge una potenza di 75-80* HP a 6500* giri/minuto (*=dati stimati) |
| Coppia massima | 1.) versione "normale" 8,70 kgm a 4400 giri/minuto 2.) versione "competizione": dato non disponibile. |
| Lubrificazione | forzata, con pompa ad ingranaggi fissata al lato destro del basamento (con presa annegata nella coppa) e comandata dall'albero motore da una coppia elicoidale; valvola regolatrice della pressione, posta sul lato destro del basamento; filtro Carello tipo FRAM (filtro FHM 804-LAN1, a “filtraggio totale”, con cartuccia filtrante FRAM CH 992 OL) sul lato destro del motore e filtro a rete nella succheruola; gradazioni SAE (tutte le stagioni): 10-20-30 multigrado; pressione d'esercizio 2,5 kg/cm² ; il manometro sul quadro apparecchi deve sorpassare l'indicazione “25” con vettura a 100 km/h in quarta velocità; capacità circuito olio motore (inclusi filtri e tubazioni) 3,8 litri; nella versione "competizione" la coppa dell'olio è maggiorata (4,5 litri anziché 3) e pertanto la capacità del circuito completo è di 5,3 litri. |
| Raffreddamento | ad acqua, a circolazione forzata con pompa centrifuga (coassiale con il ventilatore), radiatore a tubetti verticali e lamelle, ventilatore ausiliario (a 2 pale) fuso in lega leggera, comandato da una cinghia trapezoidale (registrabile facendo ruotare la dinamo); l'impianto è regolato da due termostati, uno all'uscita acqua dalla testa motore e l'altro che comanda la persiana regolatrice, posta davanti al radiatore, che si apre quando la temperatura dell'acqua sorpassa un determinato valore); capacità circuito (radiatore e motore) 6,0 litri. |
| Accensione | a spinterogeno; bobina Marelli B 200 A; distributore d'accensione Marelli S69 L (anticipo fisso 8º, anticipo automatico 24º con inizio a 1250 giri/minuto); ordine d'accensione: 1-3-4-2; candele (posizionate verticalmente), tipo AC 45XL oppure Champion N5 da 14 x 1,25 mm; dall'ottobre del 1961 ven gono montate le candele Marelli CW 225 L, sempre da 14 x 1,25 mm; apertura punta candele 0,5-0,6 mm; apertura contatti distributore 0,42-0,48 mm. |
| Alimentazione | 1.) versione normale: monta il carburatore Weber verticale invertito, doppio corpo Weber 36 DCD 5 munito di dispositivo d'avviamento (starter) comandato con leva sotto il cruscotto; dati di regolazione del carburatore: diametro del condotto mm 36, diffusore mm 0,22, getto principale 1,10 mm, getto del minimo 0,50 mm, freno aria 2,20 mm; pompa meccanica FISPA (a vuoto a membrana) situata sul lato destro del motore ed azionata da un eccentrico comandato da un albero a camme (quello che comanda le valvole di aspirazione); filtri combustibile: nel serbatoio, nella pompa di mandata, nell'entrata del carburatore; 2.) versione "competizione": può montare il carburatore orizzontale, doppio corpo, Weber 38 DCO-E-2 (diametro del condotto mm 38) oppure 40 DCO-E-2 (diametro del condotto mm 40); la pompa della benzina può essere elettrica anziché meccanica. |
| Impianto elettrico                                                                                                  | a 12 Volt - batteria da 42 Ah; dimensioni della batteria: cm 23 x 17 x 20,5 - dinamo da 250 Watt (Marelli DN44B) regolatore Marelli IR 32 A; motorino di avviamento elettrico Marelli MT 40 A (12 V), della potenza di 0,515 Kw, posto sul lato sinistro del motore ed ingranante con la corona esterna del volano; fanaleria: a) luci di posizione anteriori 12 V-5/20 W; b) lampade luci abbaglianti ed anabbaglianti 12 V-45/40 W; c) luci posteriori di posizione e di arresto 12 V-5/20 W; d) illuminazione targa: lampade 12 V-5 W; e) illuminazione quadro apparecchi, spia riserva carburante e spie indicatori di direzione: lampade 12 V-2,5 W; f) spia luci di posizione: 24 V/3 W; g) illuminazione interna vettura: lampade 12 V-5 W; h) segnalatori di direzione anteriori 12 V-5/20 W; i) segnalatori di direzione laterali 12 V-5 W; j) segnalatori di direzione posteriori 12 V-20 W |
| Trasmissione | trazione sulle ruote posteriori; gruppo motore-frizione-cambio posizionato anteriormente e trasmissione al retrotreno mediante albero tubolare unico con due giunti elastici in gomma alle estremità. |
| Frizione | frizione monodisco a secco con mozzo elastico; diametro esterno cm 16,5; diametro interno cm 11,4; superficie di attrito cm² 224 (112x2); carico sui dischi Kg 236; corsa a vuoto del pedale mm 15; regolazione mediante tirante posto fra le leve sulla pedaliera e sulla scatola del cambio. |
| Cambio | cambio in blocco con motore e frizione a 4 rapporti + retromarcia; albero secondario ed ingranaggi sempre in presa; quarta in “presa diretta”; II, III e IV marcia sincronizzate; rapporti: I=4,098:1; II=2,382:1; III=1,526:1; IV=1:1; RM=5,854:1; a richiesta, possono essere montati rapporti diversi (più "lunghi") e precisamente: I=3,649:1; II=2,121:1; III=1,358:1; IV=1:1; RM=5,854:1; leva di comando a leva centrale (cloche) ; capacità olio della scatola del cambio: litri 1,50. |
| Rapporto al ponte                                                                                                   | rapporto finale di riduzione, con coppia conica Hypoid: 10/39 (3,900:1); soprattutto in funzione dell'eventuale partecipazione alle competizioni, è possibile montare molti altri rapporti, e precisamente: 9/41 (4,555:1); 10/43 (4,300:1); 9/38 (4,222:1); 11/46 (4,182:1); 10/41 (4,100;1); 11/45 (4,091:1); 10/39 (3,900:1); ponte rigido in lamiera d'acciaio stampata da 20/10 di millimetro ancorato alla scocca mediante le balestre della sospensione; scatola differenziale fusa in lega leggera; capacità olio gruppo differenziale: litri 1,66 |
| Scocca | scocca a struttura portante in lamiera d'acciaio; pianale a scheletro resistente in lamiera d'acciaio scatolata. |
| Sospensioni ant. | a ruote indipendenti, con elementi telescopici a scorrimento verticale, molle ad elica cilindriche ed ammortizzatori idraulici interni alle molle (regolabili tramite manette posizionate sulle sommità delle sospensioni; dati regolazione: avvitare la manetta di registro, quindi disserrare di 0,5/1,5 giri in estate e di 1,5/2,5 giri in inverno); serbatoio di alimentazione: sotto il cofano motore, sulla sinistra, munito di due pomelli per l'alimentazione indipendente delle due sospensioni (pomello posteriore per la sospensione sinistra e pomello anteriore per la sospensione destra) e di un tappo con asticina di livello per il riempimento; assale anteriore a trave rigida stampata a doppia T; dati assale anteriore (trave rigida a doppia T) ; -a) inclinazione asse fuso a snodo 1º -b) inclinazione ruote (camber) 1º -c) incidenza:0º -d) convergenza: mm 4-6 (misurata sul cerchio delle ruote). |
| Sospensioni post.                                                                                                   | ad assale rigido, con molle a balestre semiellittiche asimmetriche (non richiedenti lubrificazione) montate a cerniera nella parte anteriore e su biellette in quella posteriore; tra le foglie delle balestre sono posti inserti in politene (con funzione di antiscricchiolanti); ammortizzatori idraulici telescopici SABIF (successivamente tipo LANCIA) verticali a liquido (liquido da utilizzare: Pegasus Mobilfluid 62 oppure “Llying A Shock Absorber”). |
| Impianto frenante                                                                                                   | freni d'esercizio a pedale, idraulici agenti sulle 4 ruote, con ceppi avvolgenti (ceppi doppi-avvolgenti sulle ruote anteriori) ; circuito frenante sdoppiato tipo “Duplex” che consiste in due circuiti idraulici indipendenti (con doppia tubazione dal serbatoio alla pompa) agenti l'uno sulle ruote anteriori e l'altro su quelle posteriori: in questo modo, anche in caso di guasto ad un circuito, viene garantita una sufficiente frenatura della vettura; tamburi anteriori alettati in lega d'alluminio con anello (fascia interna) riportato in ghisa; tamburi posteriori in ghisa; guarnizioni frenanti Ferodo MZ41 applicati con rivettatura; diametro dei tamburi (anteriori e posteriori) cm 23; larghezza dei tamburi (anteriori e posteriori) cm 5; superficie totale frenante cm² 1440 (effettiva delle guarnizioni cm² 900); serbatoio freni idraulici posto nel cofano motore, munito di pompa di pressione costante e tappo di introduzione olio (capacità litri 0,45- olio SABIF 72-SAE 70 RI;); freno di stazionamento, a mano, meccanico ed agente sui tamburi delle ruote posteriori; la impugnatura del comando del freno a mano è posizionata sotto il cruscotto. |
| Sterzo | sterzo a vite senza fine e settore elicoidale; timoneria asimmetrica; leva elastica di comando all'uscita della scatola guida, tirante alla ruota destra articolato su snodo sferico nella giunzione alla leva elastica e su boccola elastica alla ruota, tirante d'accoppiamento fra le ruote articolato su snodi sferici, (ingrassatori a pressione sugli snodi sferici); rapporto tra vite e ruota 4/51; la posizione di guida è a sinistra (non risulta prevista la possibilità di ottenere la guida a destra); volante in plastica nera a due razze (diametro cm 41) munito di avvisatore acustico a settore semicircolare inferiore, oppure volante a tre razze con corona in legno e razze metalliche, munito di avvisatorer acustico azionabile tramite pulsante al centro del volante; diametro di sterzata 9,90 m circa; giri volante per sterzata completa (da tutto a destra a tutto a sinistra) 3 giri e ¼; capacità olio scatola guida: litri 0,25 circa. |
| Ruote | a disco in lamiera stampata; cerchio 4.1/2 J x 14 a base allargata; da notare che, specie per l'eventuale impiego agonistico, su tutte le Sport possono comunque essere montati cerchi da 15". |
| Pneumatici | misure 155 x 14; da notare che, specie per l'eventuale impiego agonistico, su tutte le Sport possono comunque essere montate gomme da 15"; pressioni gonfiaggio: anteriormente 1,30 kg/cm² - posteriormente 1,50 kg/cm². |
| Passo | cm 235,0 |
| Altezza minima da terra                                                                                             | cm 10,0 (circa). |
| Carreggiate anter-poster                                                                                            | carreggiata anteriore: cm 118,0 (cm 117,8 con cerchi da 15"); carreggiata posteriore cm 118,2. |
| Lunghezza x larghezza x altezza                                                                                     | vettura (coupé) cm 399,0 (con paraurti) x cm 149,0 x cm 123,0 (con vettura scarica). |
| Carrozzeria, arredamenti ed accessori                                                                               | carrozzeria coupé 2 porte, a due posti più due di fortuna, disegnata e realizzata dalla carrozzeria Zagato; portiere anteriori incernierate anteriormente (apertura controvento) sprovviste di deflettori para-aria; porte munite di vetri discendenti; nella versione "competizione" possibilità di adottare - per finestre laterali e lunotto - parti in plexiglas anziché in vetro; maniglie esterne delle porte di tipo tradizionale (con impugnatura fissa e pulsante per apertura); volante identico a quello montato sulle Appia di II e III serie, in plastica nera munito di avvisatore acustico a settore semicircolare inferiore (oppure volante con corona in legno e tre razze in alluminio e pulsante avvisatore acustico al centro del volante) sedili sedili anteriori a poltroncina, scorrevoli longitudinalmente e con schienale regolabile (non più disponibile il sedile reclinabile, a partire dalla vettura 812.05/1069); a richiesta disponibili sedili tipo competizione; divanetto posteriore capace di ospitare due passeggeri per brevi spostamenti (oppure due bambini). vano motore sbloccaggio cofano dall'interno della vettura (leva sotto il cruscotto): il cofano si socchiude e richiede un successivo intervento per spostare una levetta di sicurezza, dopodiché un'asta di arresto lo mantiene sollevato (per richiudere: liberare l'asta di arresto spingendo verso l'alto il cofano e riabbassare chiudendo di colpo). bagagliaio nel bagagliaio trovano alloggiamento la ruota di scorta (verticale, su lato sinistro, fissata con vite a galletto) e la batteria; nel caso delle versioni "competizione" munite di serbatoio carburante con capacità maggiorata (80 litri di capacità), la ruota di scorta è alloggiata in posizione orizzontale e non esiste spazio per bagagli (che devono essere sistemati all'interno dell'abitacolo, utilizzando il vano alle spalle dei sedili anteriori). comandi al volante leva per azionamento indicatori di direzione e per commutazione luci, avvisatore elettroacustico (tramite settore semicircolare inferiore). comandi a pedale freno, frizione ed acceleratore. comandi sotto al cruscotto leva per sbloccaggio cofano motore, leva freno a mano, starter, azzeratore contachilometri parziale, comando presa d'aria; comandi al cruscotto, interruttore a chiave per servizi, accensione e messa in moto, comando luci posizione e proiettori, comando tergicristallo, comando illuminazione strumentazione, comando ventilatore, comando spruzzatore lavaparabrezza. strumentazione : strumentazione a tre strumenti circolari non affiancati (quello centrale è posizionato più in alto per far posto al piantone dello sterzo): lo strumento di destra comprende: il tachimetro (da 20 a 160 km/orari - più una “tacca” corrispondente ai 170 km orari - con cifre ogni 20 km/h), il contachilometri progressivo e quello giornaliero azzerabile, la spia che segnala l'accensione delle luci di città e la spia per l'insufficiente tensione della dinamo; lo strumento centrale comprende soltanto il contagiri; lo strumento di sinistra comprende invece: l'indicatore del livello della benzina presente nel serbatoio con la spia per la riserva, il manometro della pressione dell'olio, il termometro della temperatura dell'acqua del motore e le due spie che segnalano l'inserimento degli indicatori di direzione destro e sinistro; nella versione "competizione" la scala tachimetro arriva a 200 km orari (anziché a 160) e quella del contagiri a 7000 giri (anziché a 5500). accessori parabrezza a vetro curvo, con dispositivo per getto di aria calda all'interno per disappannamento o disgelo, funzionante con il riscaldatore; spruzzatore lavaparabrezza FISPA con pompa meccanica; lunotto a vetro curvo; illuminazione abitacolo automatica all'apertura della porta del guidatore; impianto di riscaldamento ed aerazione abitacolo; tergicristallo a doppia racchetta (con arresto del tergitore in posizione abbassata); specchietto retrovisore interno prismatico, a due posizioni (normale ed antiabbagliante); avvisatore elettroacustico con comando tramite settore semicircolare inferiore applicato al volante (nel caso di volante a tre razze, l'avvisatore elettroacustico si aziona mediante pulsante al centro del volante). gamma colori: azzurro Agnano, azzurro La Plata, bianco Saratoga, blu Lancia, grigio Arlington, grigio Cascine, grigio Epsom, grigio Montebello, rosso Arcoveggio, verde Agua Caliente, verde medio. |
| Peso a vuoto | in ordine di marcia e con una ruota di scorta: 1.) versione "normale", Kg 820 circa; 2.) versione "competizione", Kg 770 circa (valore indicativo). |
| Serbatoio carburante                                                                                                | capacità litri 38, di cui 6 di riserva; indicatore livello sul quadro porta-apparecchi del cruscotto e lampada-spia riserva sul cruscotto; nella versione "competizione" può essere montato un serbatoio maggiorato, sino ad un massimo di 80 litri. |
| Velocità massima | 1.) versione "normale"(equipaggiata con gomme da 14"): la velocità massima (e quella raggiungibile nelle marce inferiori) varia in funzione del rapporto al ponte montato; in sintesi, la situazione è questa: a) con il rapporto al ponte "lungo" solitamente montato (10/39) la velocità massima in IV marcia è di circa 160 km.orari mentre quelle raggiungibili nelle altre marce sono: I=38, II=66, III=103, retromarcia=27; b) con il rapporto al ponte "intermedio" (11/46) la velocità massima in IV marcia è di circa 150 km orari mentre quelle raggiungibili nelle altre marce sono: I=37, II=63, III=98; retromarcia=26. 2.) versione "competizione": la velocità massima dipende dal rapporto al ponte e dalla misura di pneumatici montati, mentre quelle raggiungibili nelle varie marce variano anche in funzione dei rapporti al cambio adottati; in sintesi, la situazione è la seguente: a) con il rapporto al ponte "lungo" (10/39) e con cerchi e gomme maggiorati (da 15"), la velocità massima in IV marcia è di circa 190 km orari, mentre quelle raggiungibili nelle altre marce sono (rispettivamente con i rapporti al cambio "di serie" e con quelli più "lunghi" montabili a richiesta): I=46 e 52, II=80 e 90, III=125 e 140, retromrcia=32 e 32; b) con uno dei rapporti al ponte "intermedi" (11/46) e con le gomme (normali) da 14", la velocità massima in IV marcia è di circa 165 km.orari, mentre quelle raggiungibili nelle altre marce sono (rispettivamente con i rapporti al cambio "di serie" e con quelli più "lunghi" montabili a richiesta): I=40 e 45, II=69 e 78, III=108 e 122, retromarcia=36 e 36; c) con il rapporto al ponte "corto" (9/41) e con le gomme (normali) da 14", la velocità massima in IV marcia è di oltre 150 km.orari, mentre quelle raggiungibili nelle altre marce sono (rispettivamente con i rapporti al cambio "di serie" e con quelli più "lunghi" montabili a richiesta): I=37 e 42, II=64 e 72,III=100 e 112, retromarcia=26 e 26 |
| Pendenze massime superabili                                                                                         | con il motore al regime di coppia massima: in prima marcia=32/33% circa; in II=18/18,5% circa; in III= 10,5/11% circa; in IV=6,5/6,7% circa; in retromarcia 44/45% circa. Km (i dati sono riferiti alla versione "normale") |
| Consumo | calcolato secondo norme CUNA (in IV marcia, ad una velocità costante pari ai 2/3 della velocità massima, cioè nella fattispecie circa 100–105 km.orari) circa 7,1 litri ogni 100 km (il dato è riferito alla versione "normale") |
| Tassa di circolazione                                                                                               | Potenza fiscale in Italia CV 13; bollo di circolazione: dal 1961 al 1962=Lire 20.700 dall'1-1-1963 al 31-12-1980=Lire 21.700 |
| Prezzo in Italia | Lire 1.840.000 (prezzo di listino, escluse: IGE, trasporto, collaudo, immatricolazione) la versione "competizione" ha un prezzo maggiore, ma il dato non è disponibile. |
| Prezzo in Svizzera                                                                                                  | nel marzo 1962: Franchi Svizzeri 16.500 nel marzo 1963: Franchi Svizzeri 17.500 |